# Список дипломатичних місій Німеччини

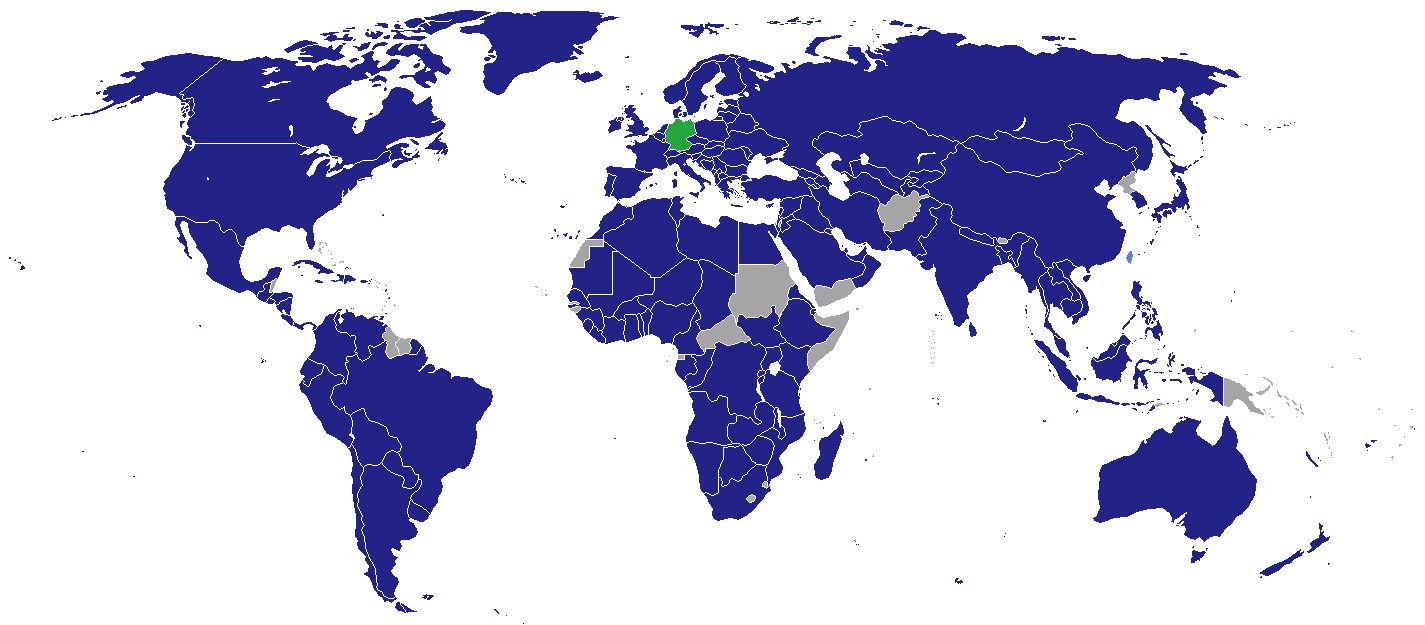
Дипломатичні місії Німеччини

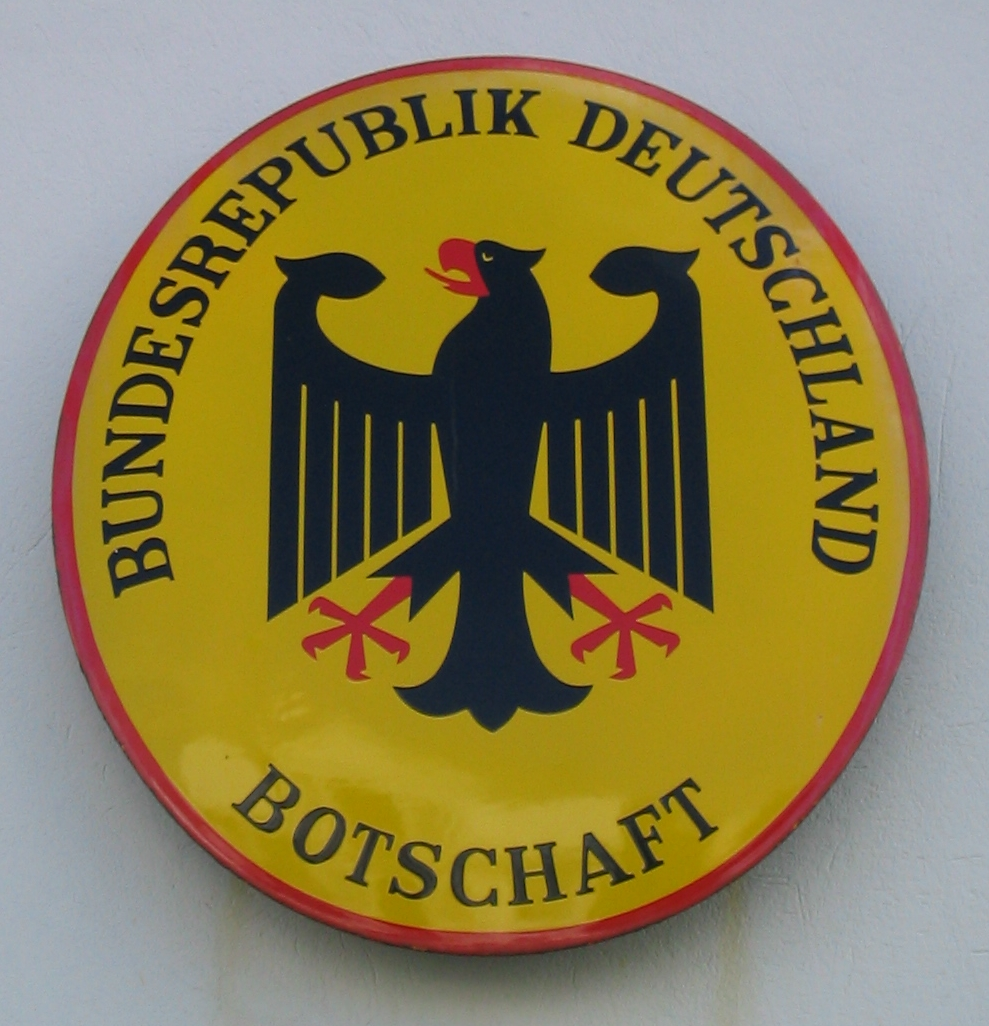
Табличка, яку вішають на будівлі німецьких посольств.

Нижче представлений список дипломатичних місій Німеччини, яких наразі є 226. Німеччина має одну з найбільших мереж посольств в світі і має посольство майже у кожній країні світу. Також ця країна має 354 почесних консульства, які не вказані в цьому списку.
Окрім власне інтересів Німеччини, деякі німецькі посольства представляють інтереси інших держав, які не мають власного посольства там, де є німецьке. Так, наприклад, німецькі посольства представляють інтереси Ізраїлю в країнах, де нема ізраїльського посольства (в основному Африка, Близький схід та Океанія). Також відповідно до законодавства Європейського Союзу німецькі посольства надають дипломатичну і консульську допомогу громадянам ЄС в тих країнах, де нема посольств рідної країни цих громадян. Окрім того, Посольство Німеччини в Північній Кореї разом із посольством Швеції також представляють інтереси багатьох країн західного світу.

## Історія
В 1874 році Німеччина мала тільки чотири посольства: в Лондоні, Парижі, Відні та Санкт-Петербурзі, а також 14 непосольських представництв: в Афінах, Берні, Брюсселі, Ватикані, Вашингтоні, Гаазі, Константинополі, Копенгагені, Лісабоні, Мадриді, Пекіні, Римі, Ріо-де-Жанейро, Стокгольмі, сім генеральних консульств з дипломатичним статусом: в Александрії, Белграді, Будапешті, Бухаресті, Варшаві, Лондоні, Нью-Йорку та 37 консульств і віце-консульств. До 1914 року були відкриті ще п'ять посольств: в Вашингтоні, Константинополі, Мадриді, Римі та Токіо. На початку 20 ст. зовнішньополітичне відомство Німеччини почало активно реформуватися щоб захищати економічні та колоніальні інтереси Німеччини за кордоном, які з кожним роком зростали.
Після приходу до влади в Німеччині нацистів, штат зовнішньополітичного відомства Німеччини почав стрімко розростатися, створювалися нові посади та органи спеціально для членів НСДАП, а членів СС почали призначати в посольства як поліцейських аташе. Так під час керівництва Йоахіма фон Ріббентропа Рейхсміністерство зовнішніх справ Німеччини розрослось з 2665 робітників в 1938 році до 6458 в 1943 році, попри те що дипломатичні місії за кордоном закривалися внаслідок Другої світової війни.
Німецька повоєнна дипломатична мережа почалася із відкриттям в 1949 році в Парижі представництва Німеччини в Організації економічного співробітництва та розвитку. Наступного року були відкриті генеральні консульства Німеччини в Амстердамі, Афінах, Брюсселі, Лондоні, Нью-Йорку, Парижі, Римі та Стамбулі. До 1951 року ці представництва не були посольствами, а тільки вирішували економічні та консульські питання, оскільки Німеччина була розділена на чотири зони окупації і зовнішні відносини Німеччини належали до компетенції союзників. Західна Німеччина інтенсивно нарощувала мережу дипломатичних представництв і на момент об'єднання Німеччини в 1990 році ця мережа налічувала 214 дипломатичних представництв по всьому світу. Окрім того, об'єднана Німеччина успадкувала дипломатичні представництва Східної Німеччини.

## Посольства і консульства

### Європа
- Австрія: Відень — посольство
- Албанія: Тирана — посольство
- Бельгія: Брюссель — посольство
- Білорусь: Мінськ — посольство
- Болгарія: Софія — посольство
- Боснія і Герцеговина: Сараєво — посольство
- Ватикан: Рим — посольство
- Велика Британія: Лондон — посольство
- Велика Британія: Единбург — генеральне консульство
- Греція: Афіни — посольство
- Греція: Салоніки — генеральне консульство
- Грузія: Тбілісі — посольство
- Данія: Копенгаген — посольство
- Естонія: Таллінн — посольство
- Ірландія: Дублін — посольство
- Ісландія: Рейк'явік — посольство
- Іспанія: Мадрид — посольство
- Іспанія: Барселона — генеральне консульство
- Іспанія: Лас-Пальмас-де-Гран-Канарія — консульство
- Іспанія: Малага — консульство
- Іспанія: Пальма — консульство
- Італія: Рим — посольство
- Італія: Мілан — генеральне консульство
- Кіпр: Нікосія — посольство
- Косово: Приштина — посольство
- Латвія: Рига — посольство
- Литва: Вільнюс — посольство
- Люксембург: Люксембург — посольство
- Мальта: Валлетта — посольство
- Молдова: Кишинів — посольство
- Нідерланди: Гаага — посольство
- Нідерланди: Амстердам — генеральне консульство
- Норвегія: Осло — посольство
- Польща: Варшава — посольство
- Польща: Вроцлав — генеральне консульство
- Польща: Гданськ — генеральне консульство
- Польща: Краків — генеральне консульство
- Польща: Ополе — консульство
- Португалія: Лісабон — посольство
- Північна Македонія: Скоп'є — посольство
- Росія: Москва — посольство
- Росія: Єкатеринбург — генеральне консульство
- Росія: Калінінград — генеральне консульство
- Росія: Новосибірськ — генеральне консульство
- Росія: Санкт-Петербург — генеральне консульство
- Румунія: Бухарест — посольство
- Румунія: Сібіу — консульство
- Румунія: Тімішоара — консульство
- Сербія: Белград — посольство
- Словаччина: Братислава — посольство
- Словенія: Любляна — посольство
- Угорщина: Будапешт — посольство
- Україна: Київ — посольство
- Україна: Донецьк — генеральне консульство (тимчасово розташоване в м. Дніпро)
- Фінляндія: Гельсінкі — посольство
- Франція: Париж — посольство
- Франція: Бордо — генеральне консульство
- Франція: Ліон — генеральне консульство
- Франція: Марсель — генеральне консульство
- Франція: Страсбург — генеральне консульство
- Хорватія: Загреб — посольство
- Чехія: Прага — посольство
- Чорногорія: Подгориця — посольство
- Швейцарія: Берн — посольство
- Швеція: Стокгольм — посольство

### Азія
- Азербайджан: Баку — посольство
- Афганістан: Кабул — посольство
- Афганістан: Мазарі-Шариф — генеральне консульство
- Бангладеш: Дакка — посольство
- Бахрейн: Манама — посольство
- Бруней: Бандар-Сері-Бегаван — посольство
- В'єтнам: Ханой — посольство
- В'єтнам: Хошимін — генеральне консульство
- Вірменія: Єреван — посольство
- Ємен: Сана — посольство
- Ізраїль: Тель-Авів — посольство
- Індія: Нью-Делі — посольство
- Індія: Бенгалуру — генеральне консульство
- Індія: Колката — генеральне консульство
- Індія: Мумбаї — генеральне консульство
- Індія: Ченнаї — генеральне консульство
- Індонезія: Джакарта — посольство
- Ірак: Багдад — посольство
- Ірак: Ербіль — генеральне консульство
- Іран: Тегеран — посольство
- Йорданія: Амман — посольство
- Казахстан: Астана — посольство
- Казахстан: Алмати — генеральне консульство
- Камбоджа: Пномпень — посольство
- Катар: Доха — посольство
- Киргизстан: Бішкек — посольство
- КНР: Пекін — посольство
- КНР: Гонконг — генеральне консульство
- КНР: Гуанчжоу — генеральне консульство
- КНР: Ченду — генеральне консульство
- КНР: Шанхай — генеральне консульство
- КНР: Шеньян — генеральне консульство
- Кувейт: Ель-Кувейт — посольство
- Лаос: В'єнтьян — посольство
- Ліван: Бейрут — посольство
- Малайзія: Куала-Лумпур — посольство
- Монголія: Улан-Батор — посольство
- М'янма: Янгон — посольство
- Непал: Катманду — посольство
- ОАЕ: Абу-Дабі — посольство
- ОАЕ: Дубай — генеральне консульство
- Оман: Маскат — посольство
- Пакистан: Ісламабад — посольство
- Пакистан: Карачі — генеральне консульство
- Південна Корея: Сеул — посольство
- Північна Корея: Пхеньян — посольство
- Саудівська Аравія: Ер-Ріяд — посольство
- Саудівська Аравія: Джидда — генеральне консульство
- Сирія: Дамаск — посольство
- Сінгапур: Сінгапур — посольство
- Таджикистан: Душанбе — посольство
- Таїланд: Бангкок — посольство
- Туреччина: Анкара — посольство
- Туреччина: Анталья — консульство
- Туреччина: Ізмір — генеральне консульство
- Туреччина: Стамбул — генеральне консульство
- Туркменістан: Ашгабат — посольство
- Узбекистан: Ташкент — посольство
- Філіппіни: Маніла — посольство
- Шрі-Ланка: Коломбо — посольство
- Японія: Токіо — посольство
- Японія: Осака — генеральне консульство

### Північна Америка
- Гаїті: Порт-о-Пренс — посольство
- Гватемала: Гватемала — посольство
- Гондурас: Тегусігальпа — посольство
- Домініканська Республіка: Санто-Домінго — посольство
- Сальвадор: Сан-Сальвадор — посольство
- Канада: Оттава — посольство
- Канада: Ванкувер — генеральне консульство
- Канада: Монреаль — генеральне консульство
- Канада: Торонто — генеральне консульство
- Коста-Рика: Сан-Хосе — посольство
- Куба: Гавана — посольство
- Мексика: Мехіко — посольство
- Нікарагуа: Манагуа — посольство
- Панама: Панама — посольство
- США: Вашингтон — посольство
- США: Атланта — генеральне консульство
- США: Бостон — генеральне консульство
- США: Лос-Анджелес — генеральне консульство
- США: Маямі — генеральне консульство
- США: Нью-Йорк — генеральне консульство
- США: Сан-Франциско — генеральне консульство
- США: Х'юстон — генеральне консульство
- США: Чикаго — генеральне консульство
- Тринідад і Тобаго: Порт-оф-Спейн — посольство
- Ямайка: Кінгстон

- Аргентина: Буенос-Айрес — посольство
- Болівія: Ла-Пас — посольство
- Бразилія: Бразиліа — посольство
- Бразилія: Порту-Алегрі — генеральне консульство
- Бразилія: Ресіфі — генеральне консульство
- Бразилія: Ріо-де-Жанейро — генеральне консульство
- Бразилія: Сан-Паулу — генеральне консульство
- Венесуела: Каракас — посольство
- Еквадор: Кіто — посольство
- Колумбія: Богота — посольство
- Парагвай: Асунсьйон — посольство
- Перу: Ліма — посольство
- Уругвай: Монтевідео — посольство
- Чилі: Сантьяго — посольство

### Африка
Посольства
- Алжир: Алжир
- Ангола: Луанда
- Бенін: Котону
- Ботсвана: Габороне
- Буркіна-Фасо: Уагадугу
- Бурунді: Бужумбура
- Габон: Лібревіль
- Гана: Аккра
- Гвінея: Конакрі
- Джибуті: Джибуті
- ДР Конго: Кіншаса
- Екваторіальна Гвінея: Малабо
- Еритрея: Асмера
- Ефіопія: Аддис-Абеба
- Єгипет: Каїр
- Замбія: Лусака
- Зімбабве: Хараре
- Камерун: Яунде
- Кенія: Найробі
- Кот-д'Івуар: Абіджан
- Ліберія: Монровія
- Лівія: Триполі
- Мавританія: Нуакшот
- Мадагаскар: Антананаріву
- Малаві: Лілонгве
- Малі: Бамако
- Марокко: Рабат
- Мозамбік: Мапуту
- Намібія: Віндгук
- Нігер: Ніамей
- Нігерія: Абуджа
- ПАР: Преторія
- Південний Судан: Джуба
- Республіка Конго: Браззавіль
- Руанда: Кігалі
- Сенегал: Дакар
- Судан: Хартум
- Сьєрра-Леоне: Фрітаун
- Танзанія: Дар-ес-Салам
- Того: Ломе
- Туніс: Туніс
- Уганда: Кампала
- Чад: Нджамена

Генеральні консульства
- Нігерія: Лагос
- ПАР: Кейптаун

## Австралія та Океанія
- Австралія: Канберра — посольство
- Австралія: Сідней — генеральне консульство
- Нова Зеландія: Веллінгтон — посольство

## Представництва в міжнародних організаціях

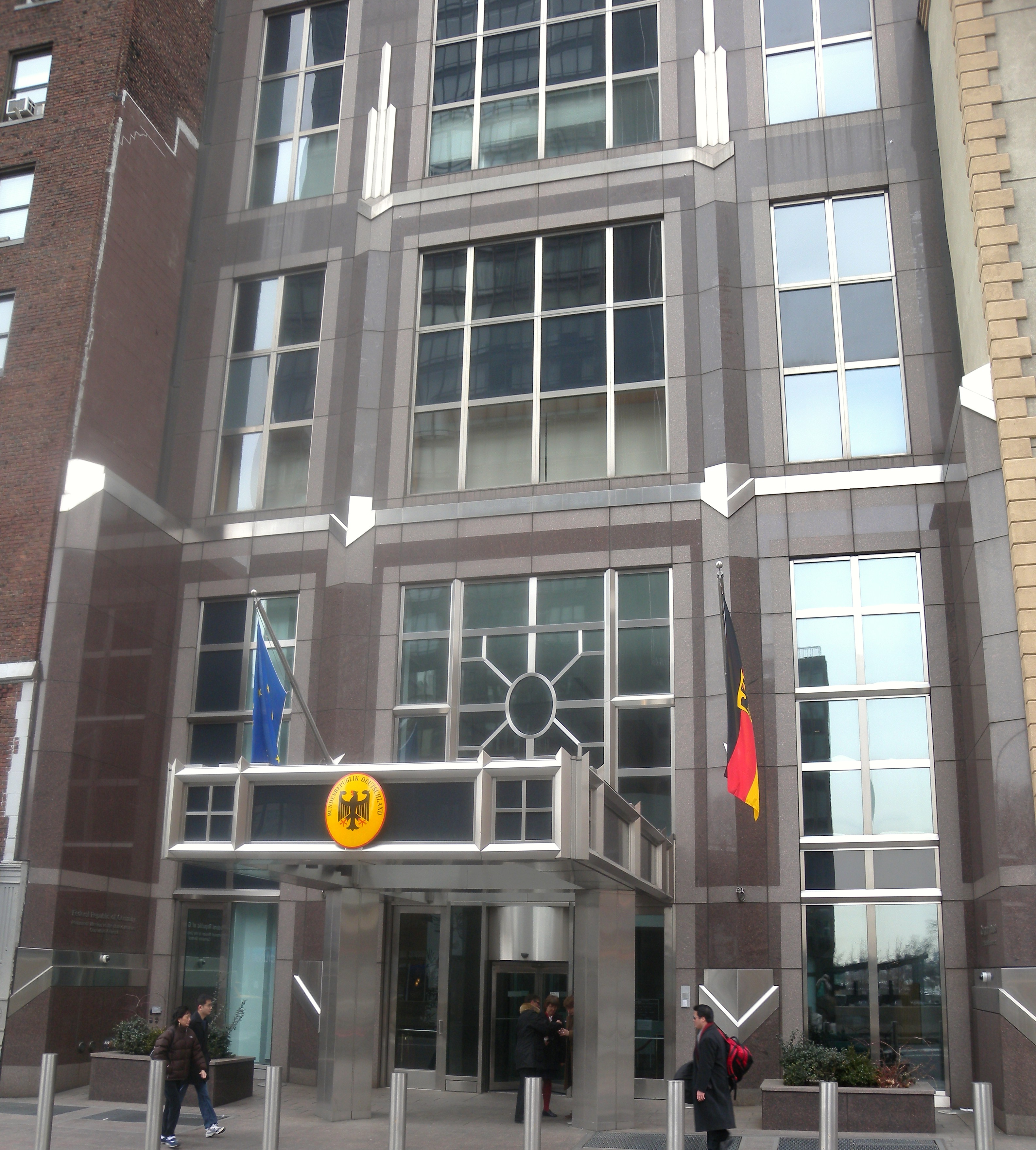
Будівля представництва Німеччини в ООН в Нью-Йорку.

- Європейський Союз: Брюссель
- Рада Європи: Страсбург
- Організація Об'єднаних Націй: Нью-Йорк
- Організація Об'єднаних Націй: Відень
- Організація Об'єднаних Націй: Женева
- ЮНЕСКО: Париж
- Продовольча та сільськогосподарська організація ООН: Рим
- НАТО: Брюссель
- Організація економічного співробітництва та розвитку: Париж
- Організація з безпеки і співробітництва в Європі: Відень
- Організація із заборони хімічної зброї: Гаага
- Комітет із роззброєння: Женева

## Країни де нема посольства Німеччини
Країни, в яких немає посольства Німеччини, підпадають під юрисдикцію найближчого посольства в іншій країні. Далі наведено список посольств, під юрисдикцію яких підпадають не тільки країна перебування, але ще й сусідні країни.
- Посольство в Тринідаді і Тобаго:
  -  Антигуа і Барбуда
  -  Барбадос
  -  Гаяна
  -  Гренада
  -  Домініка
  -  Сент-Вінсент і Гренадини
  -  Сент-Кіттс і Невіс
  -  Сент-Люсія
  -  Суринам
- Посольство в Новій Зеландії:
  -  Кірибаті
  -  Ніуе
  -  Острови Кука
  -  Самоа
  -  Тонга
  -  Тувалу
  -  Фіджі
- Посольство в Австралії:
  -  Вануату
  -  Науру
  -  Папуа Нова Гвінея
  -  Соломонові Острови
- Посольство в Сенегалі:
  -  Гамбія
  -  Гвінея-Бісау
  -  Кабо-Верде
- Посольство в Філіппінах:
  -  Маршаллові Острови
  -  Палау
  -  Федеративні Штати Мікронезії
- Посольство в Кенії:
  -  Сейшельські Острови
  -  Сомалі
- Посольство в Південній Африці:
  -  Лесото
  -  Есватіні
- Посольство в Габоні
  -  Сан-Томе і Принсіпі
- Посольство в Гватемалі
  -  Беліз
- Посольство в Індії
  -  Бутан
- Посольство в Індонезії
  -  Східний Тимор
- Посольство в Іспанії
  -  Андорра
- Посольство в Італії
  -  Сан-Марино
- Посольство в Камеруні
  -  Центральноафриканська Республіка
- Посольство в Лівані
  -  Сирія
- Посольство на Мадагаскарі
  -  Маврикій
- Посольство в Танзанії
  -  Коморські Острови
- Посольство у Франції
  -  Монако
- Посольство в Швейцарії
  -  Ліхтенштейн
- Посольство на Шрі-Ланці
  -  Мальдіви
- Посольство на Ямайці
  -  Багамські Острови

## Колишні дипломатичні місії
- Постійне представництво в Берліні, НДР
- Посольство в Джорджтауні, Гаяна
- Посольство в Масеру, Лесото
- Посольство в Порт-Морсбі, Папуа Нова Гвінея
- Генеральне консульство в Аабенраа, Данія
- Генеральне консульство в Антверпені, Бельгія
- Генеральне консульство в Генуї, Італія
- Генеральне консульство в Єрусалимі, Палестина
- Генеральне консульство в Неаполі, Італія
- Генеральне консульство в Манчестері, Велика Британія
- Генеральне консульство в Цюриху, Швейцарія
- Генеральне консульство в Детройті, США
- Генеральне консульство в Сіетлі, США

## Галерея

### Посольства

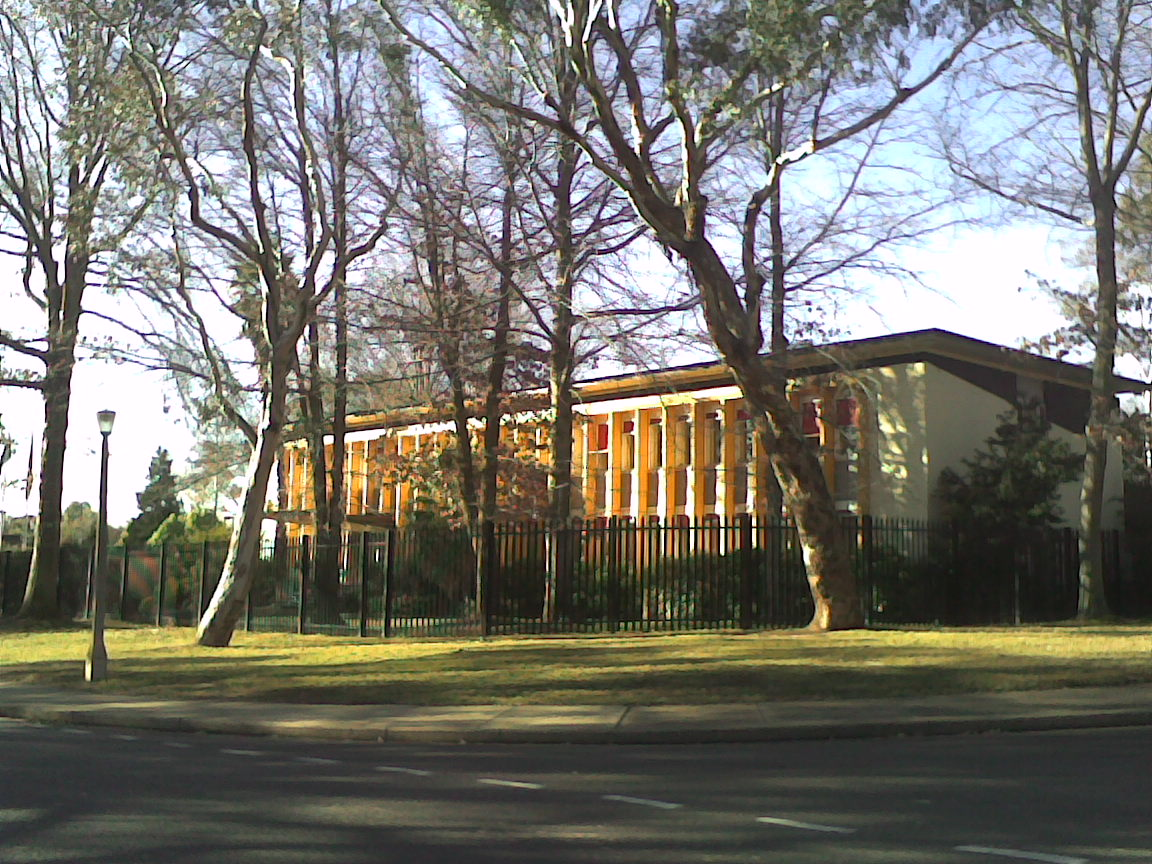
Посольство в Австралії
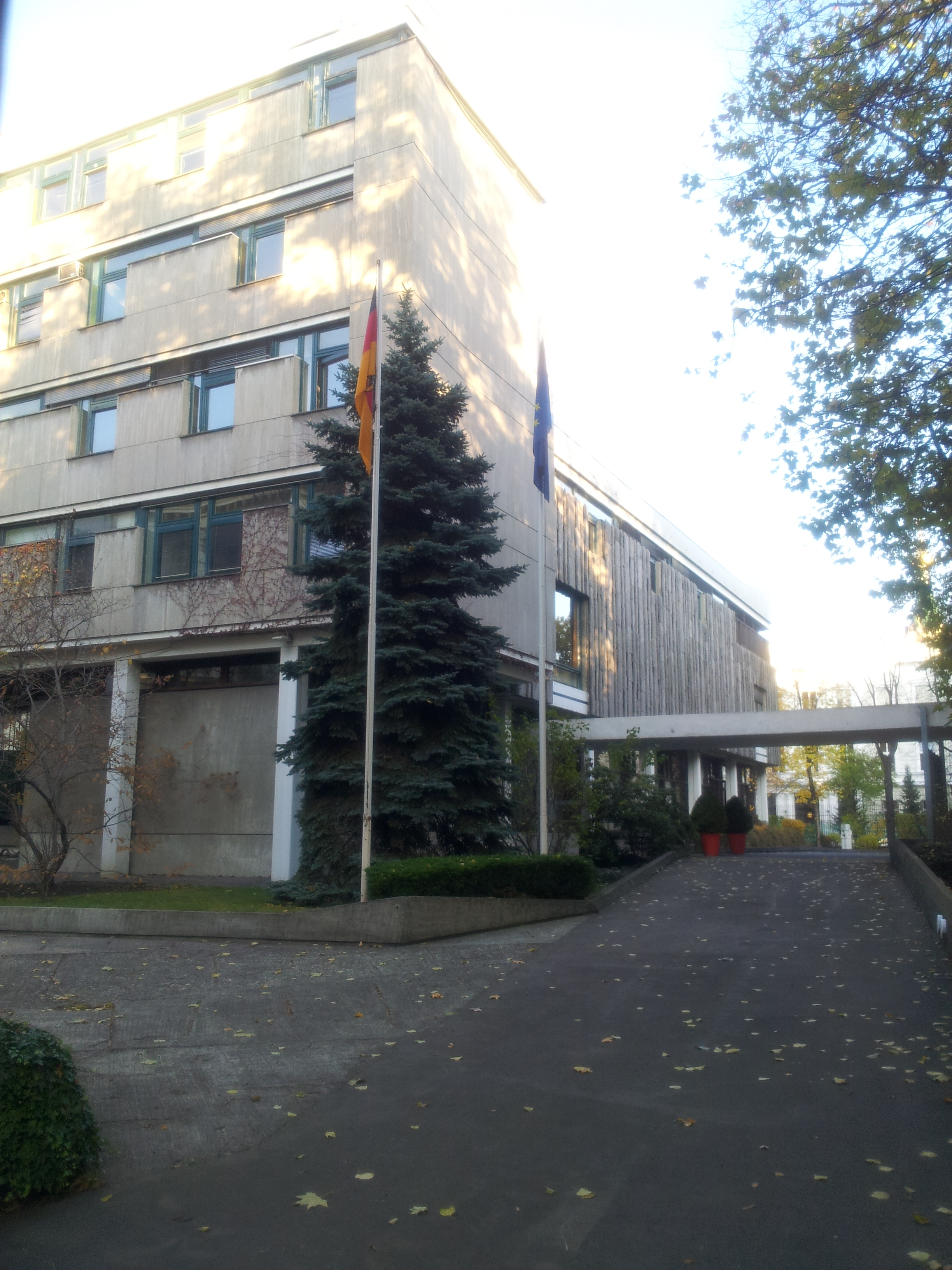
Посольство в Австрії
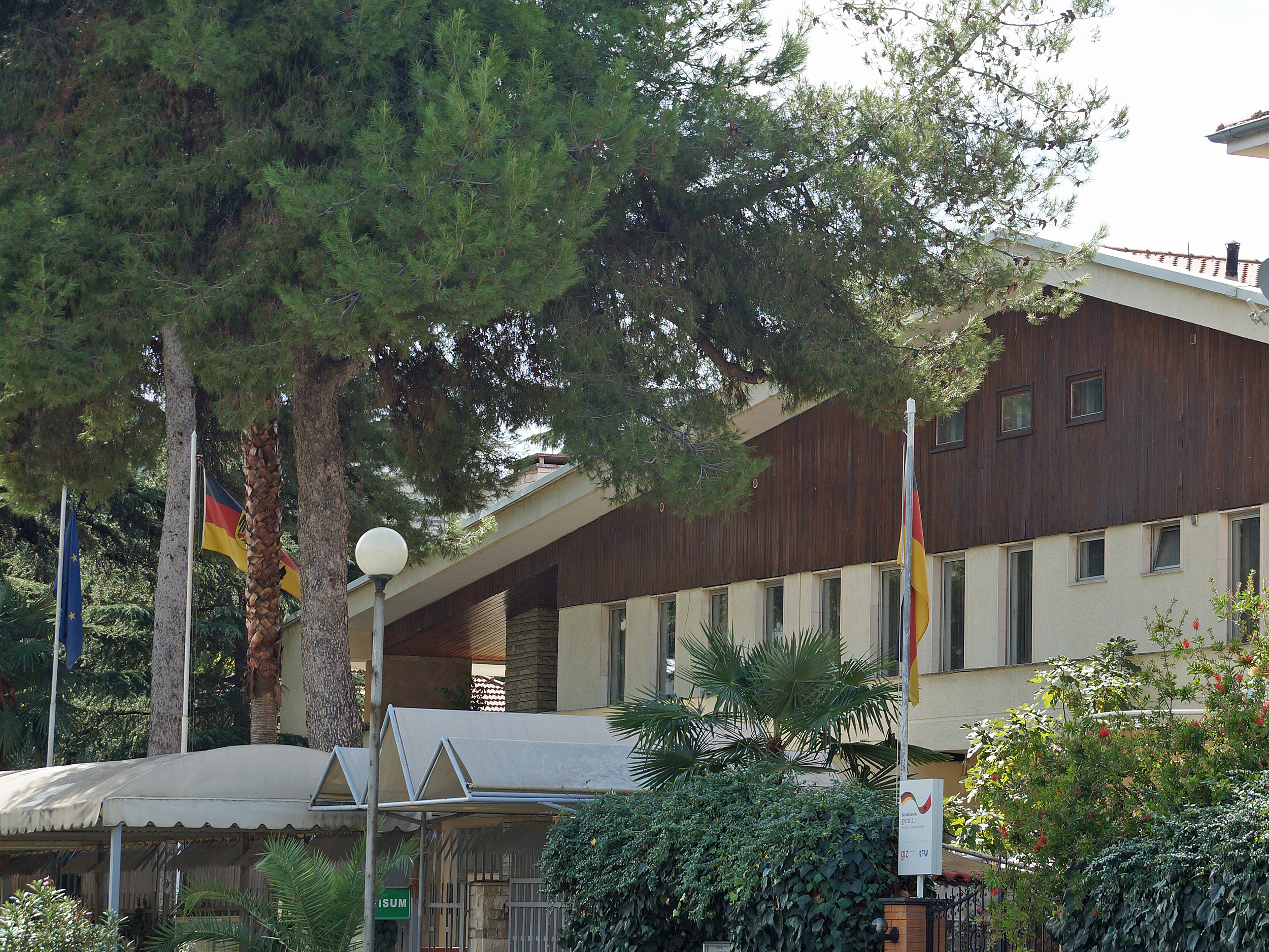
Посольство в Албанії
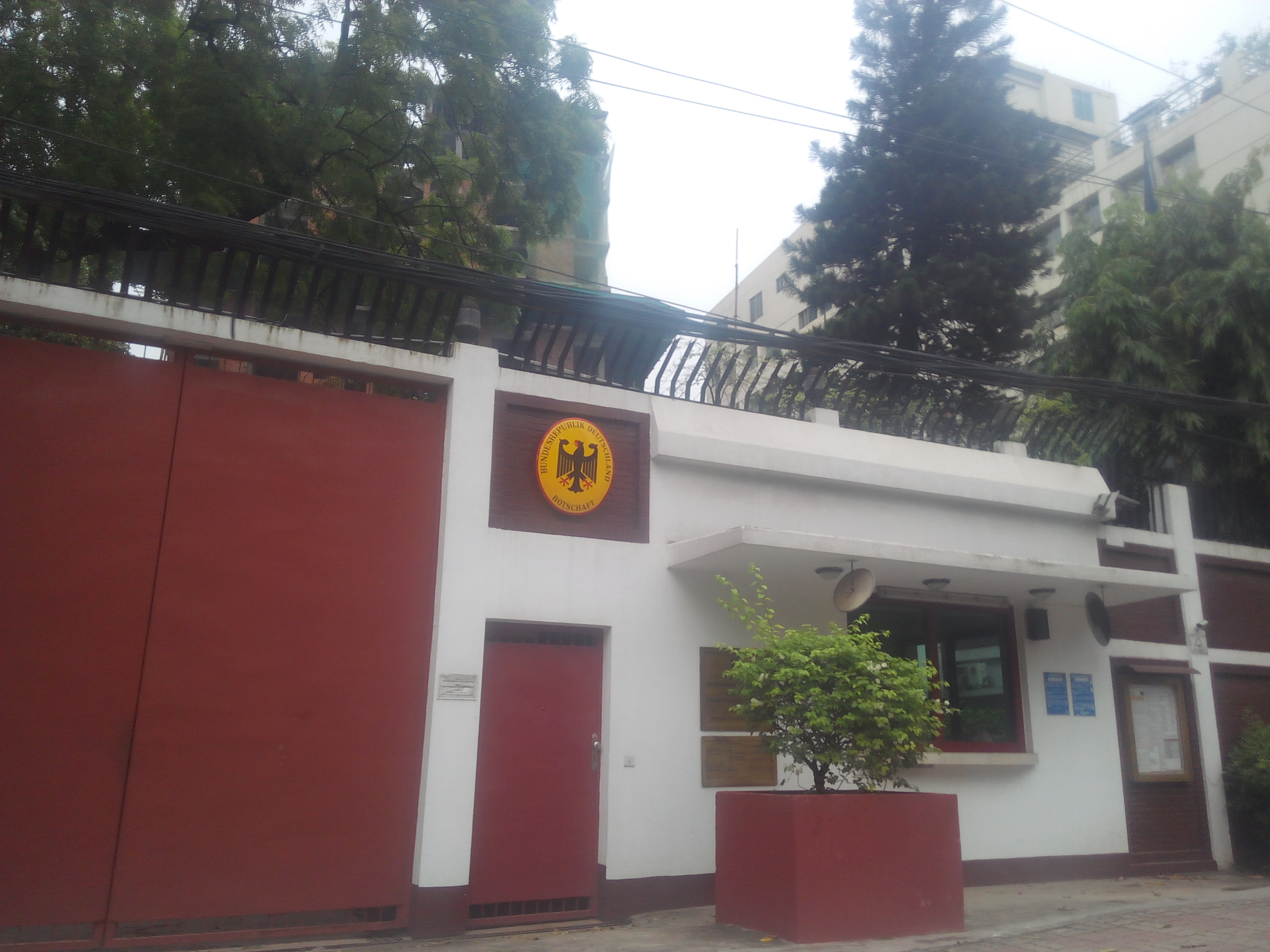
Посольство в Бангладеш
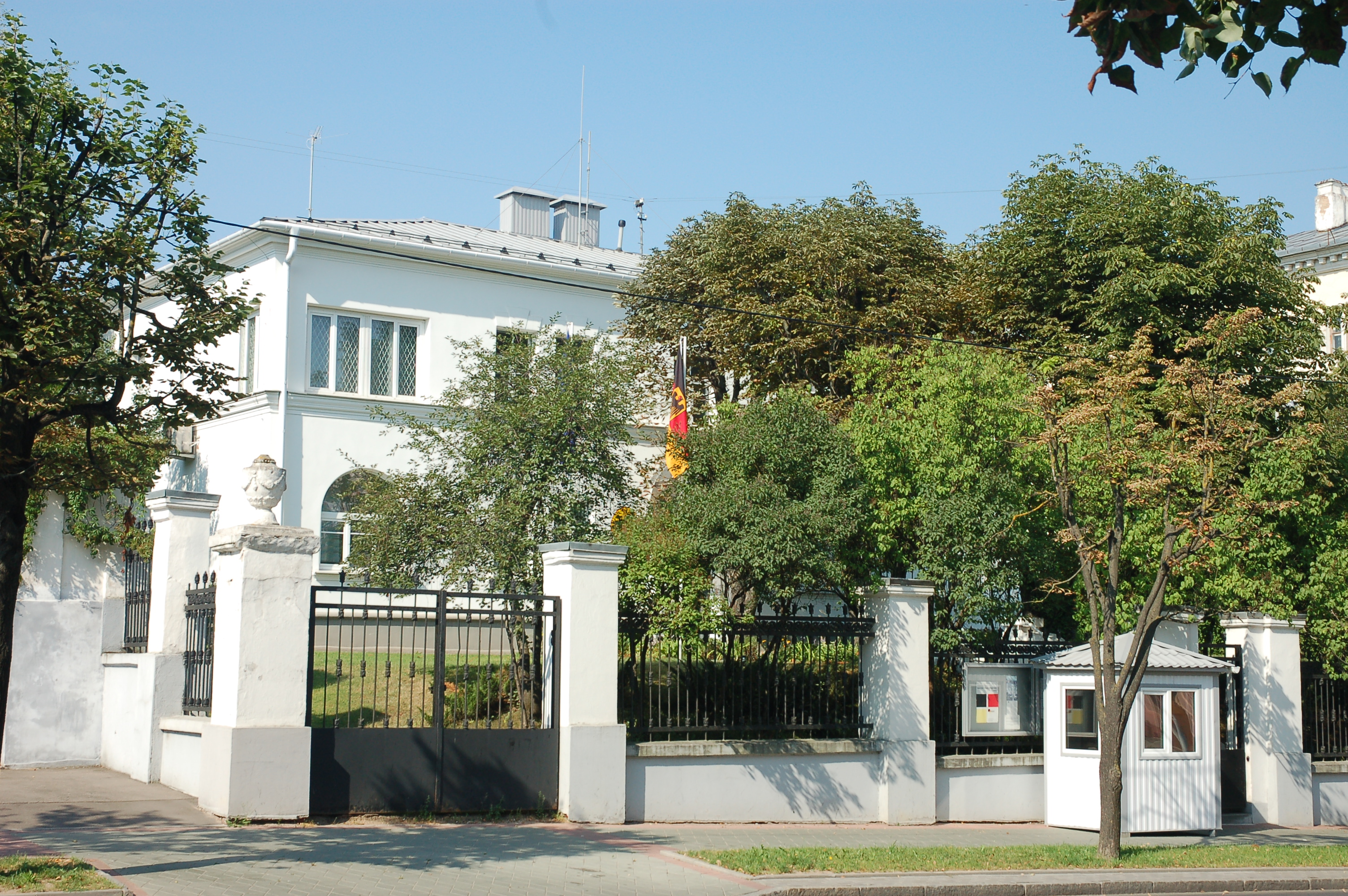
Посольство в Білорусі
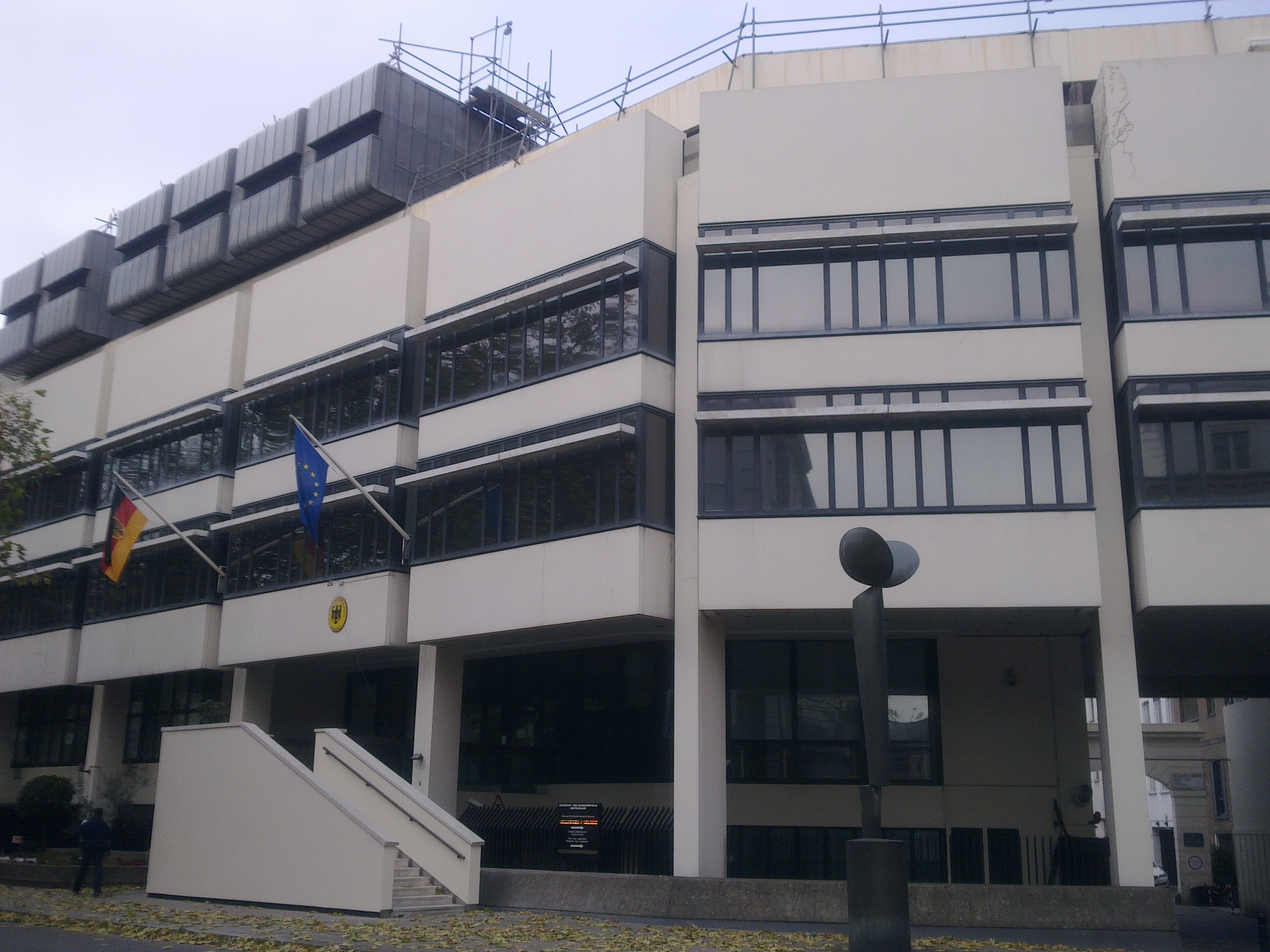
Посольство в Великій Британії
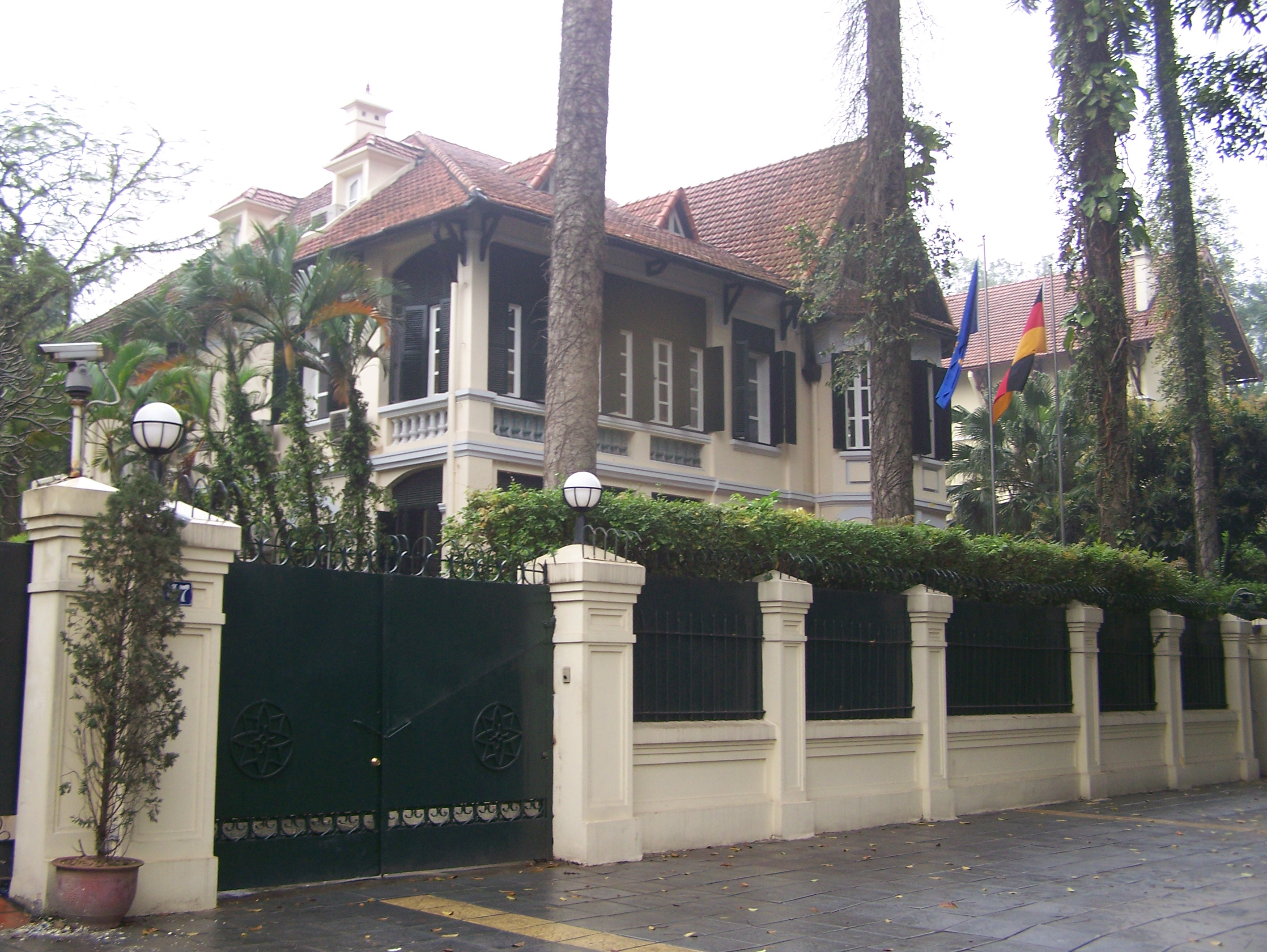
Посольство у В'єтнамі
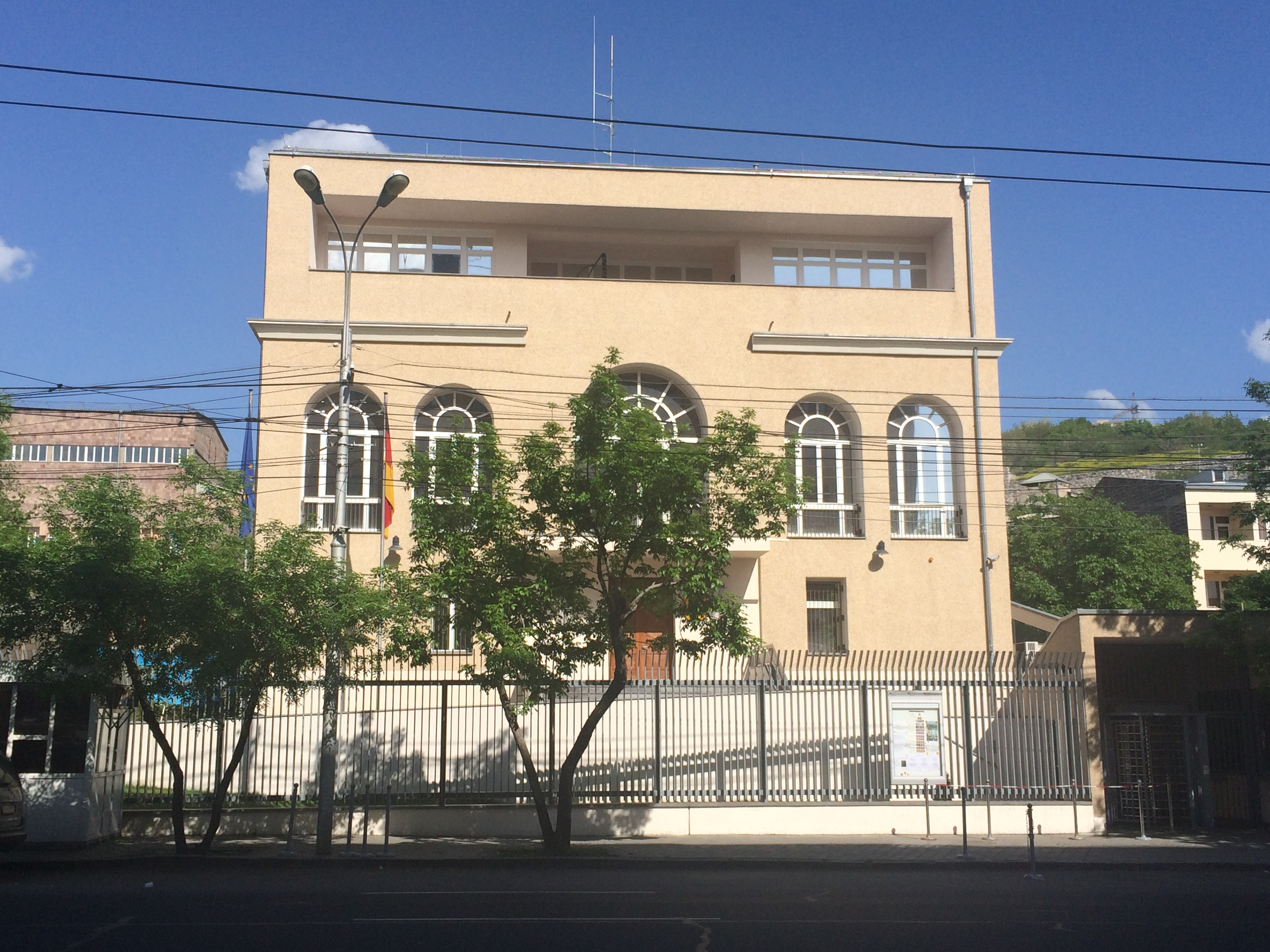
Посольство в Вірменії
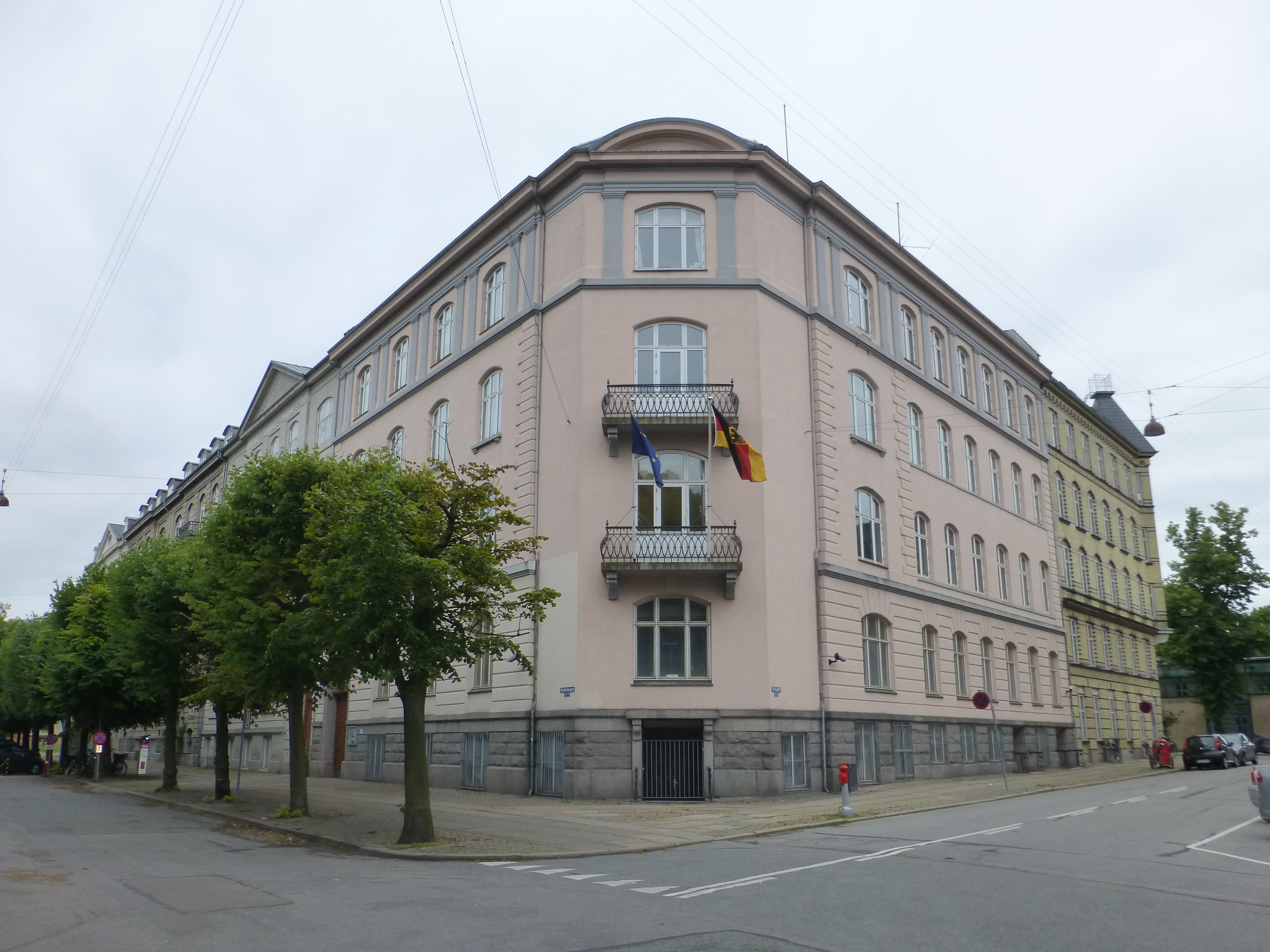
Посольство в Данії
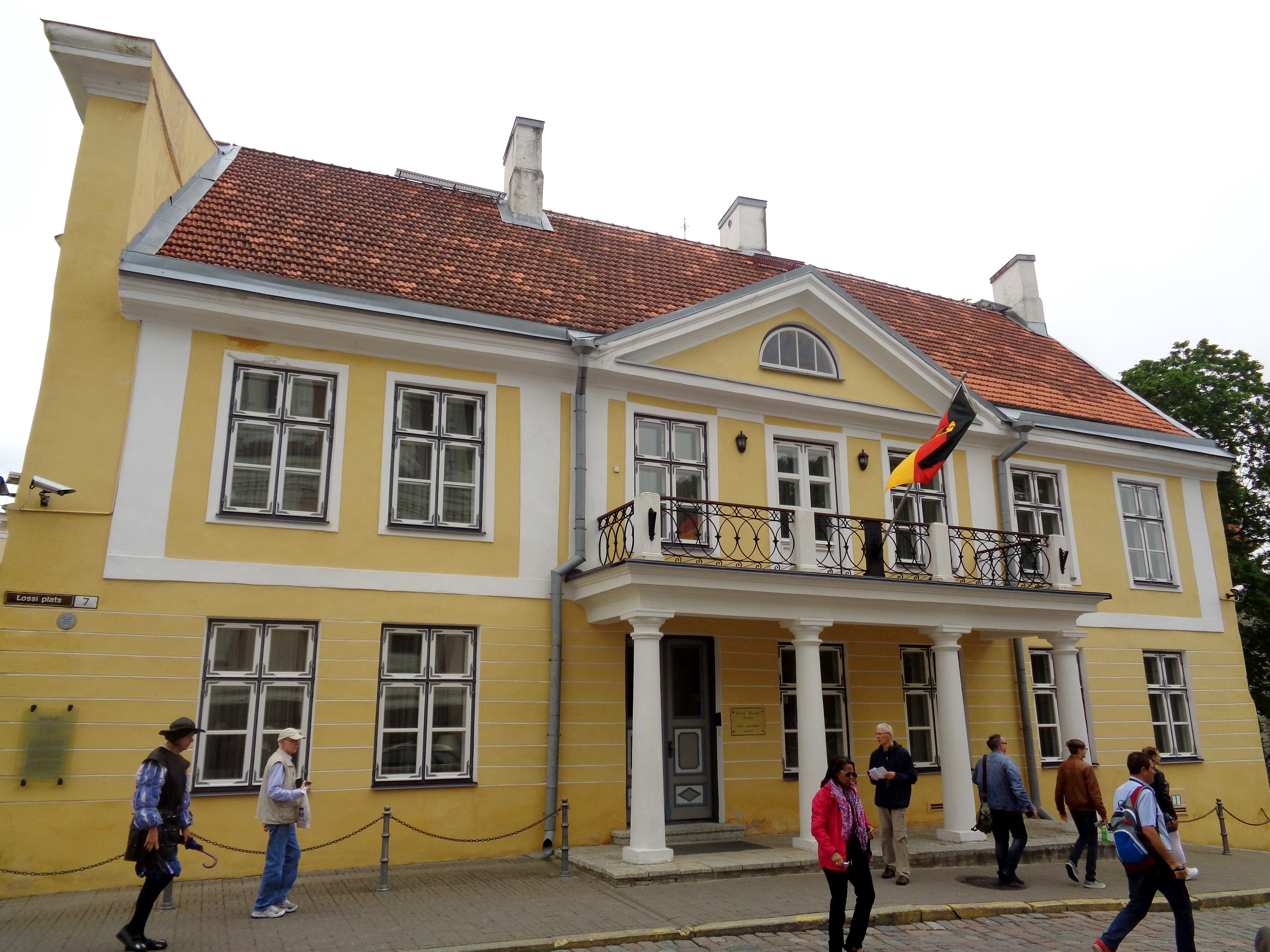
Посольство в Естонії
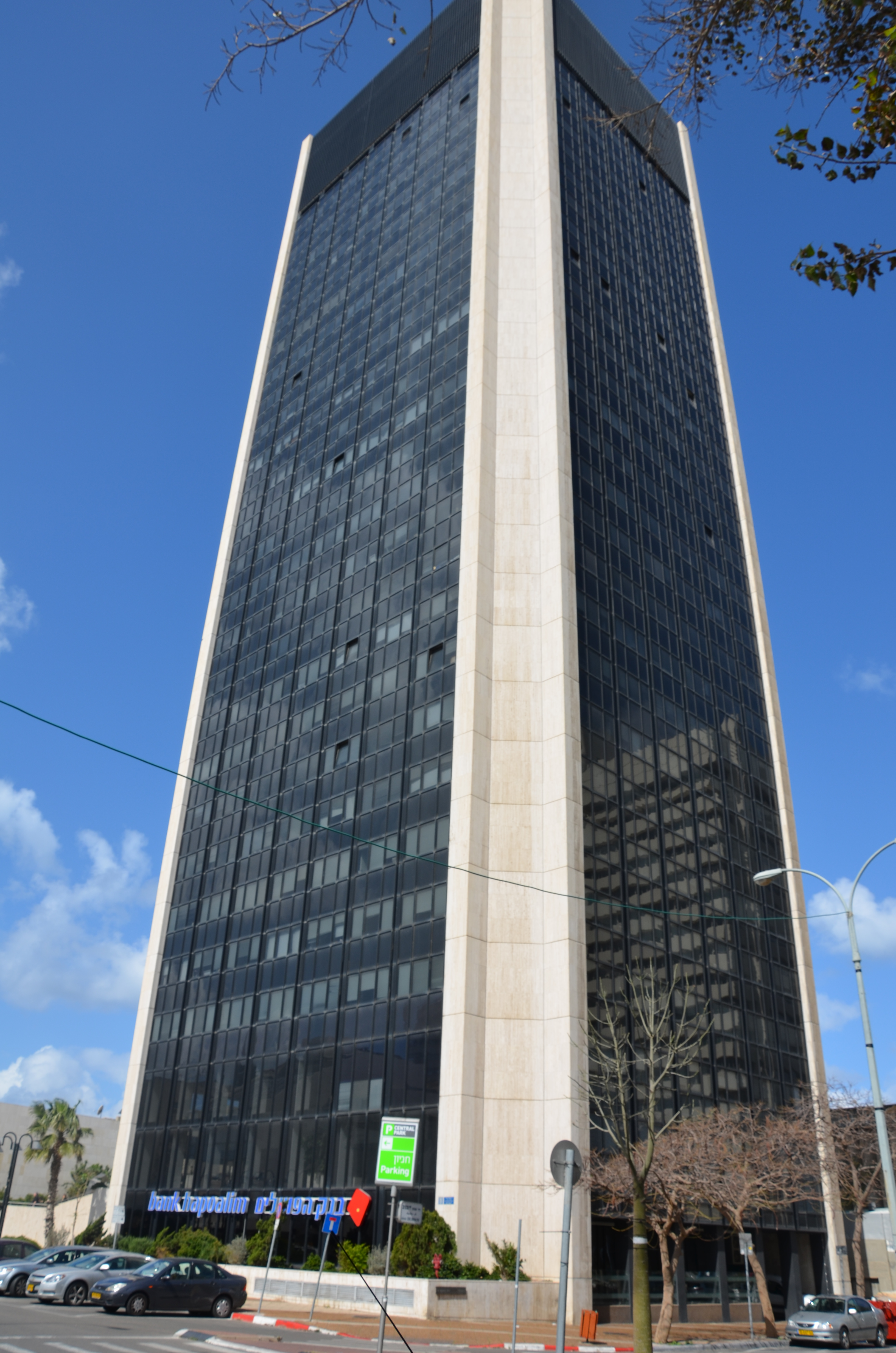
Посольство в Ізраїлі
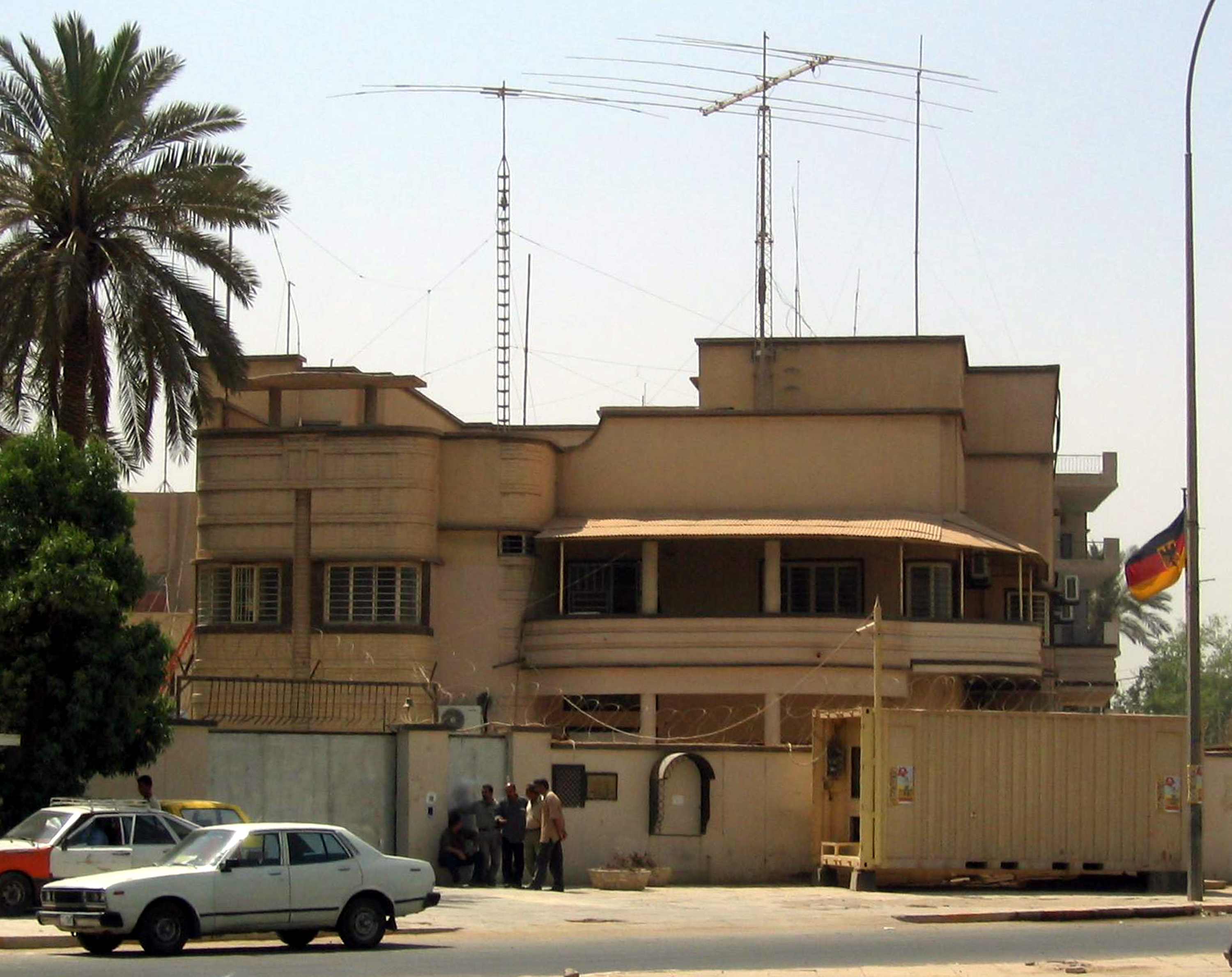
Посольство в Іраку
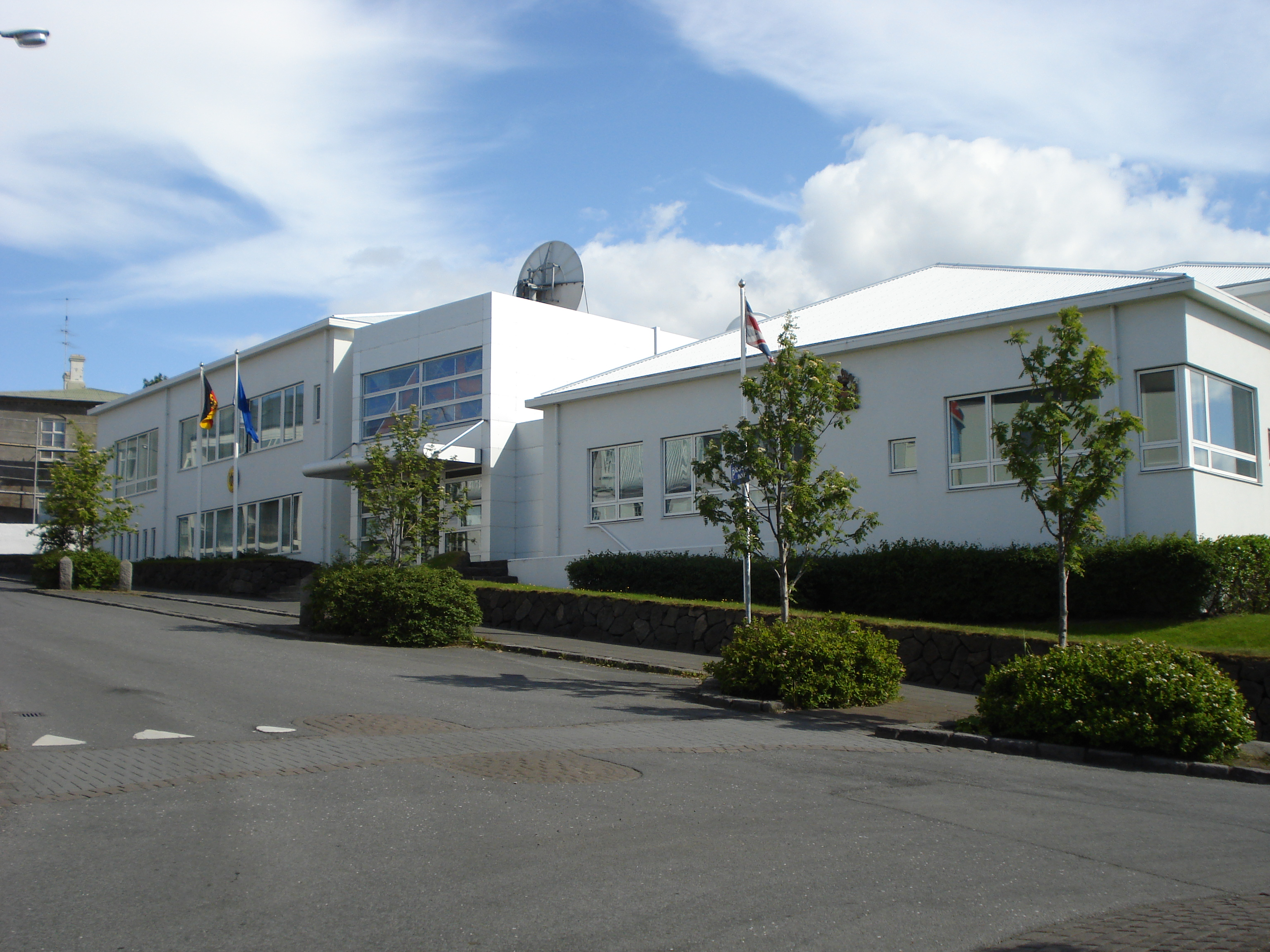
Посольство в Ісландії
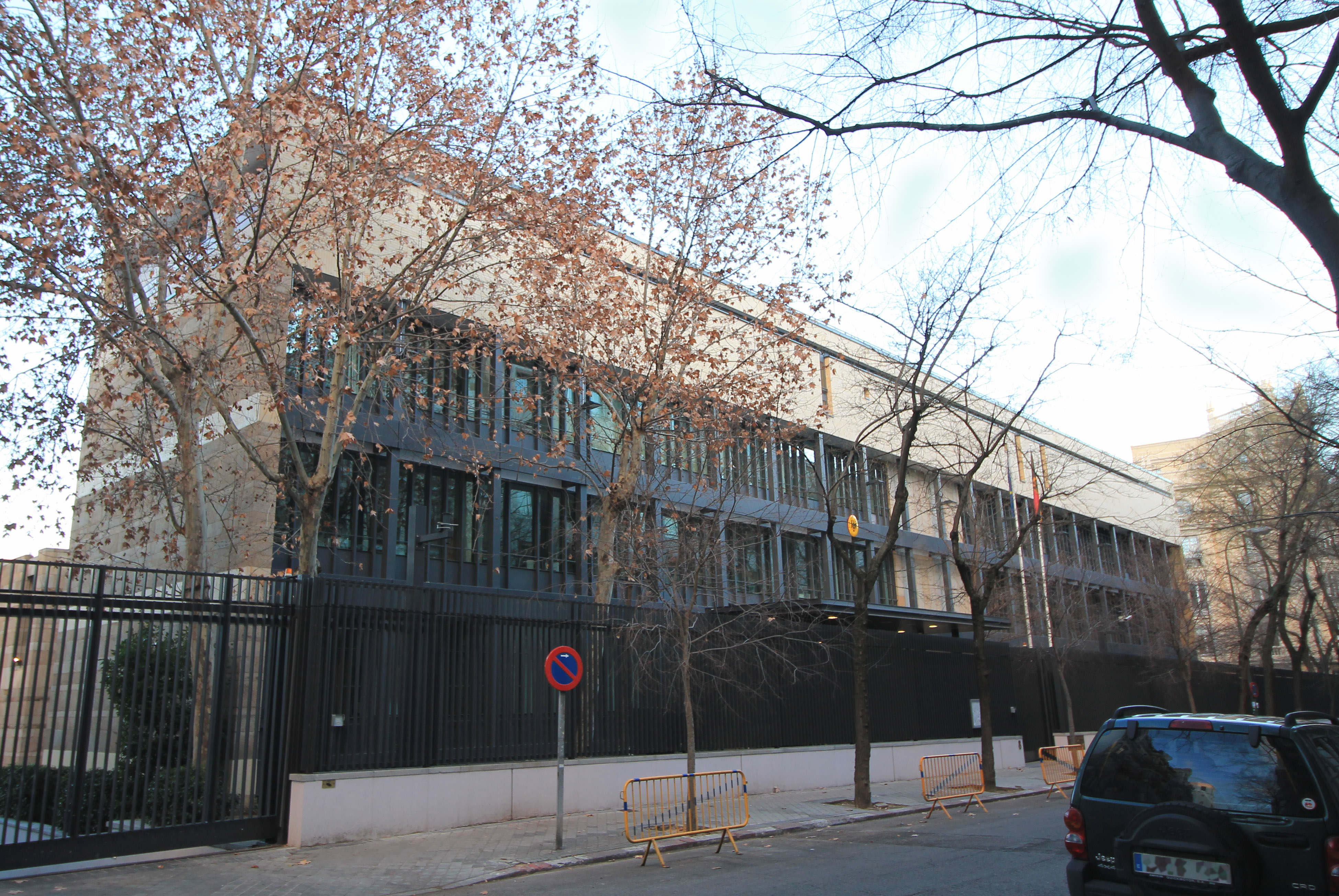
Посольство в Іспанії
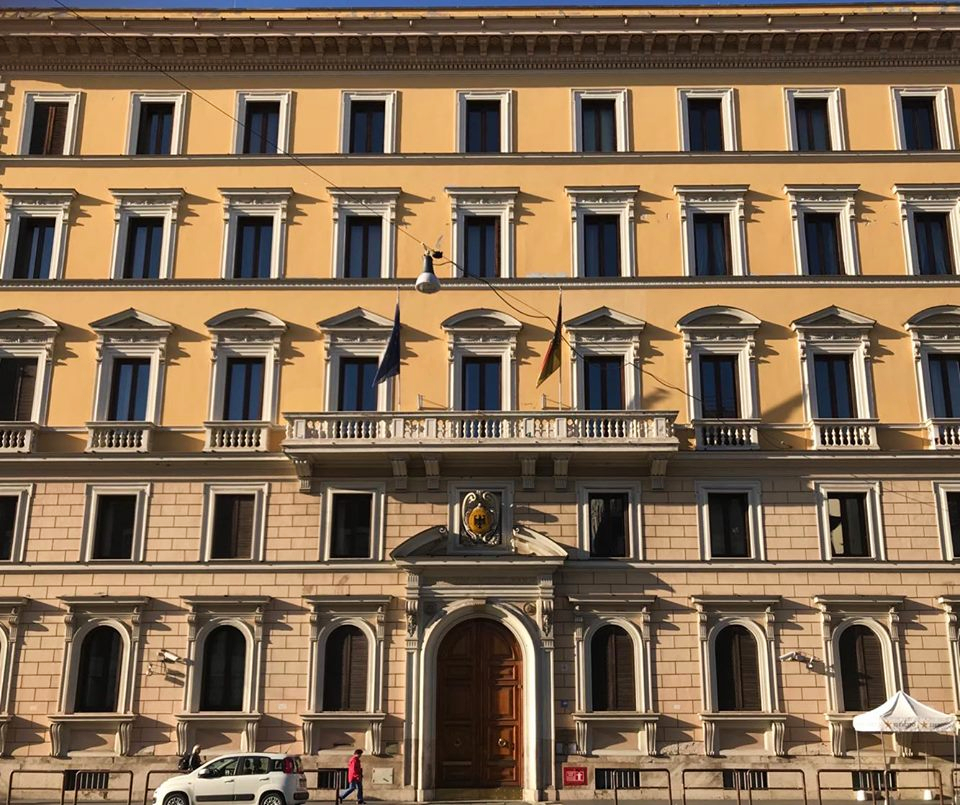
Посольство в Італії
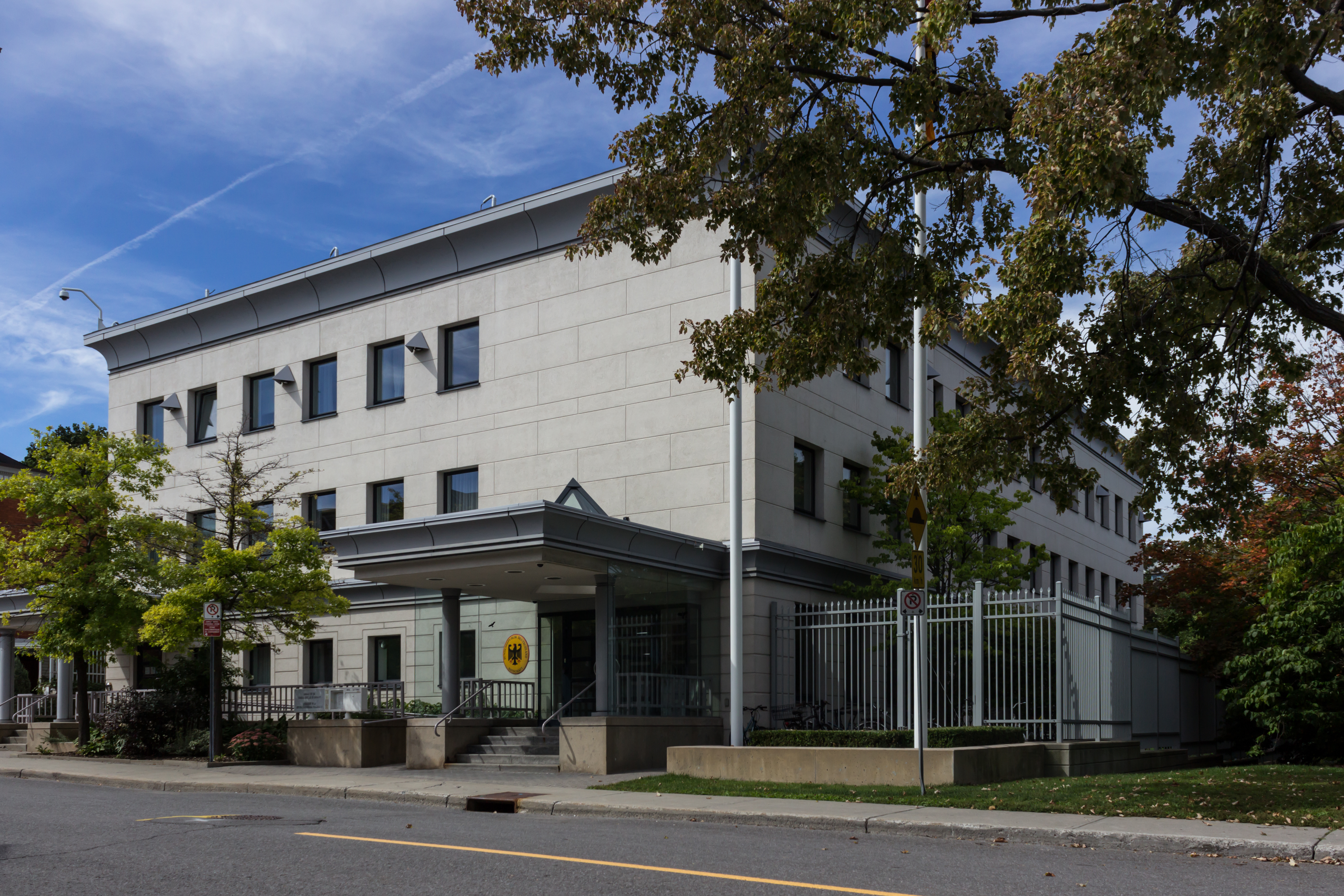
Посольство в Канаді
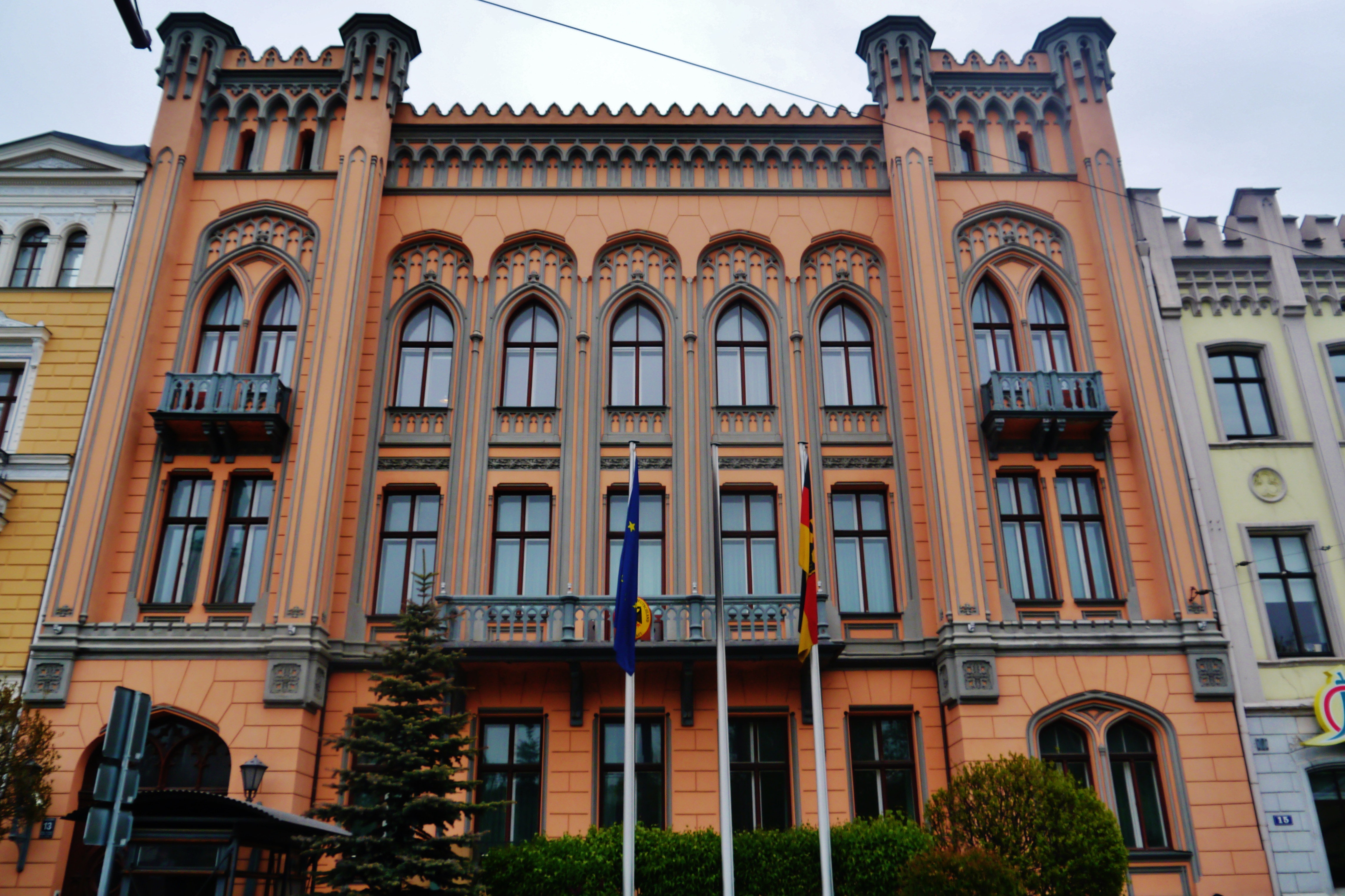
Посольство в Латвії
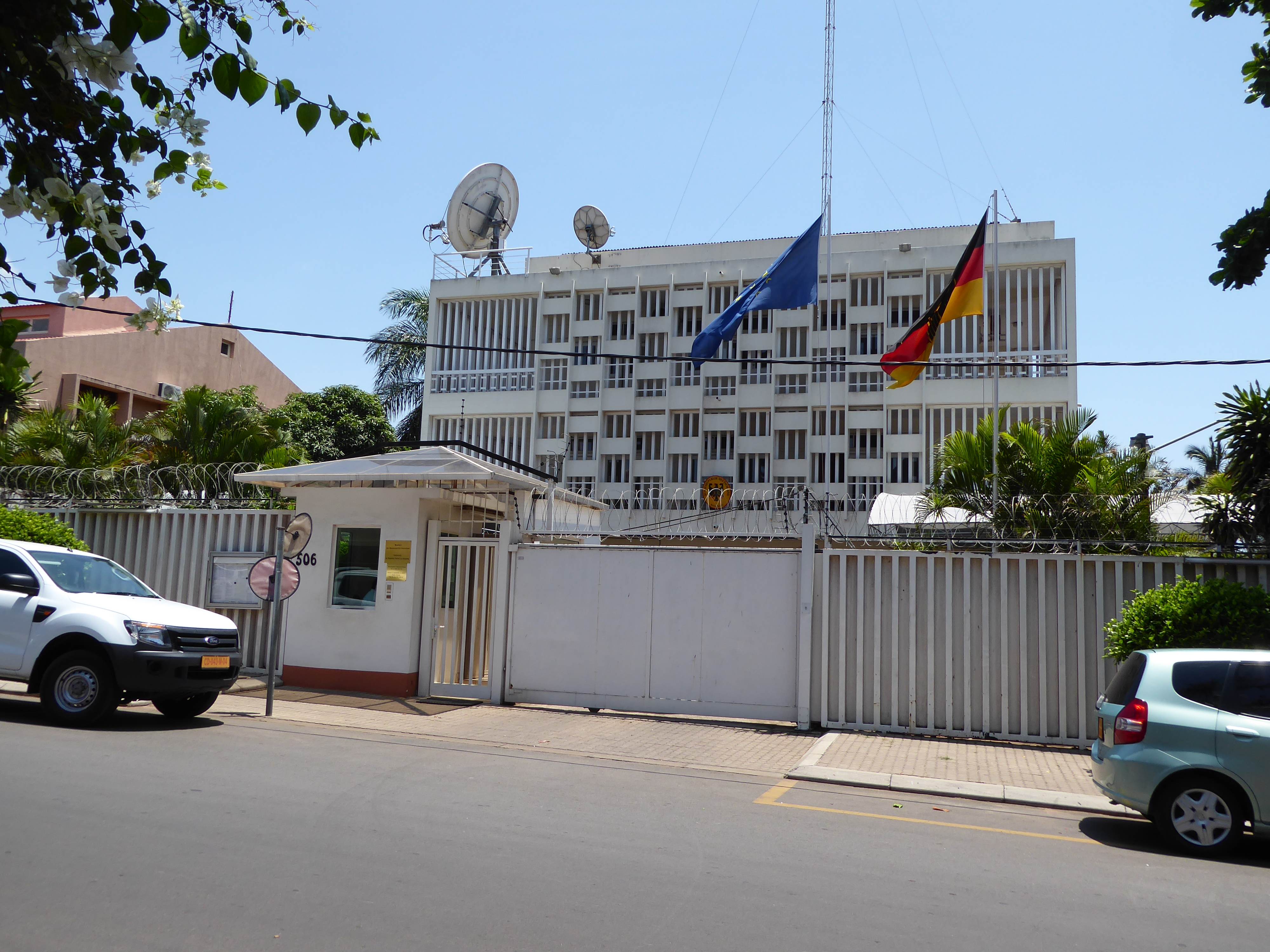
Посольство в Мозамбіку
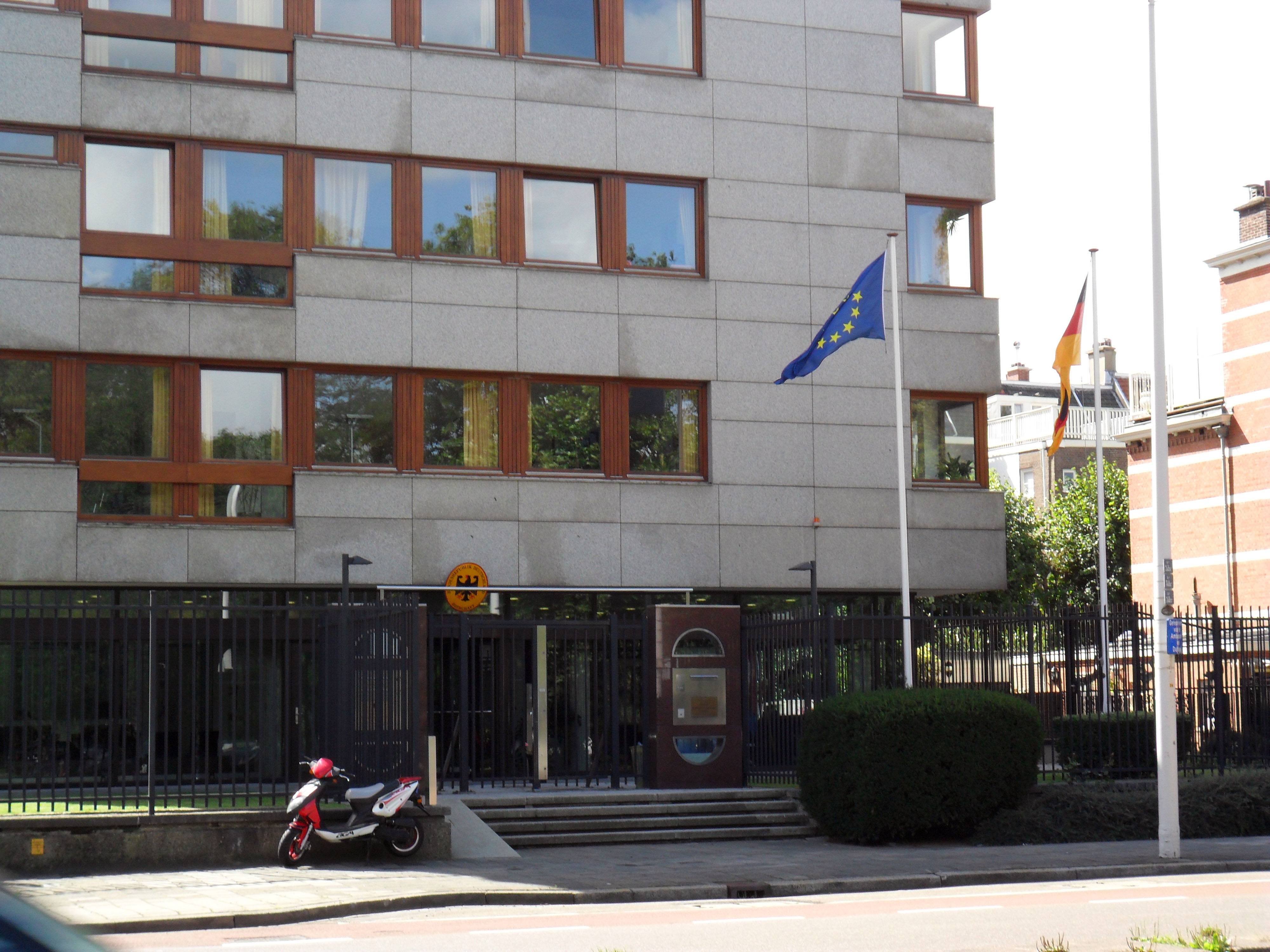
Посольство в Нідерландах
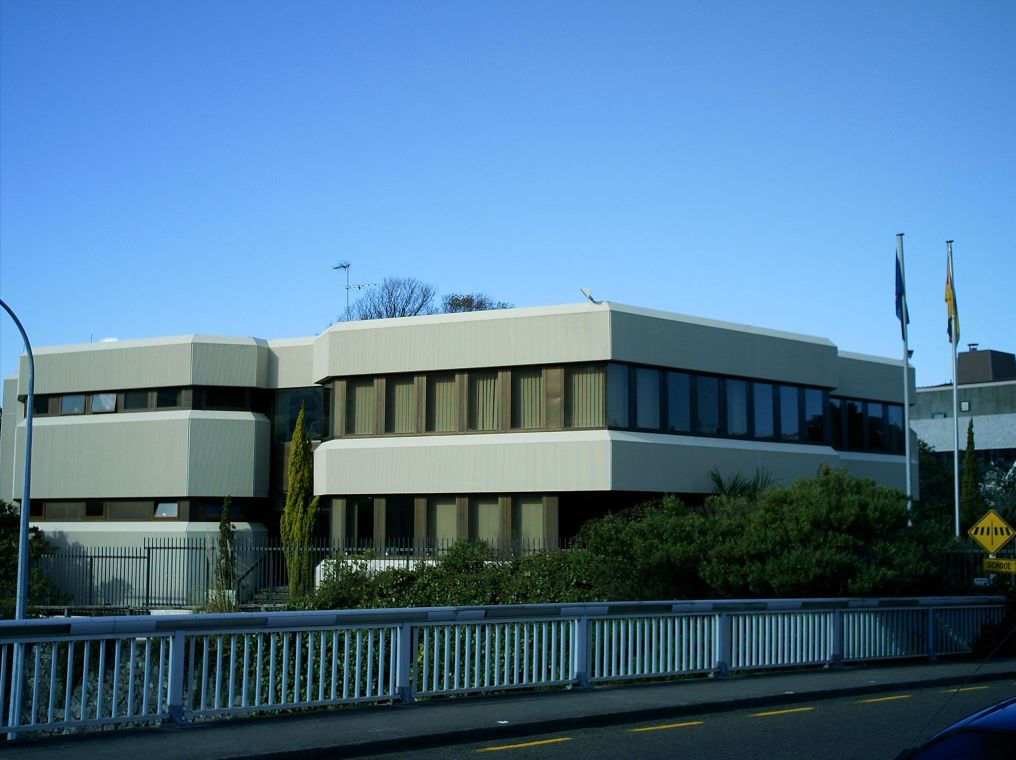
Посольство в Новій Зеландії
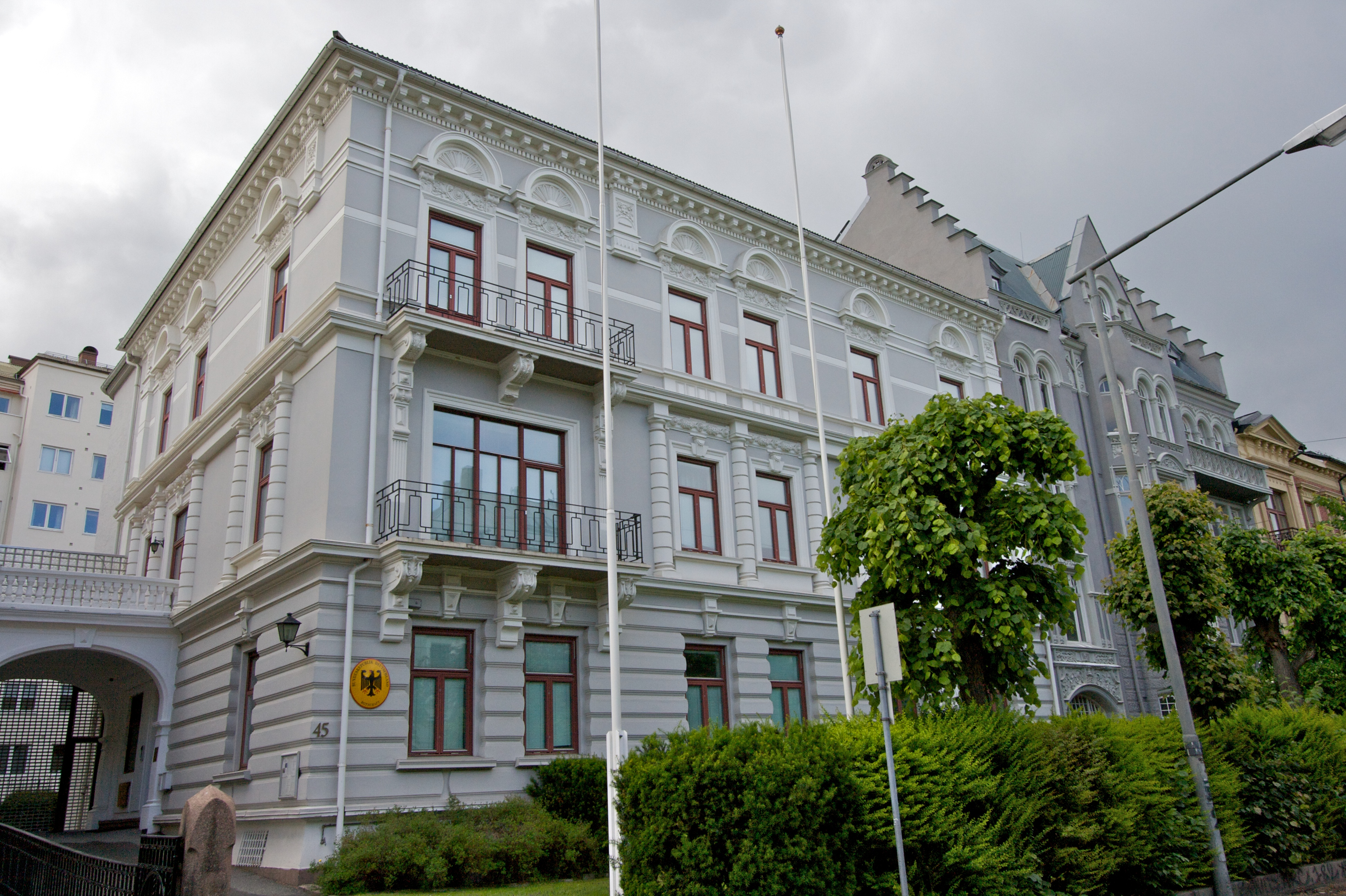
Посольство в Норвегії
Посольство в Північні Кореї
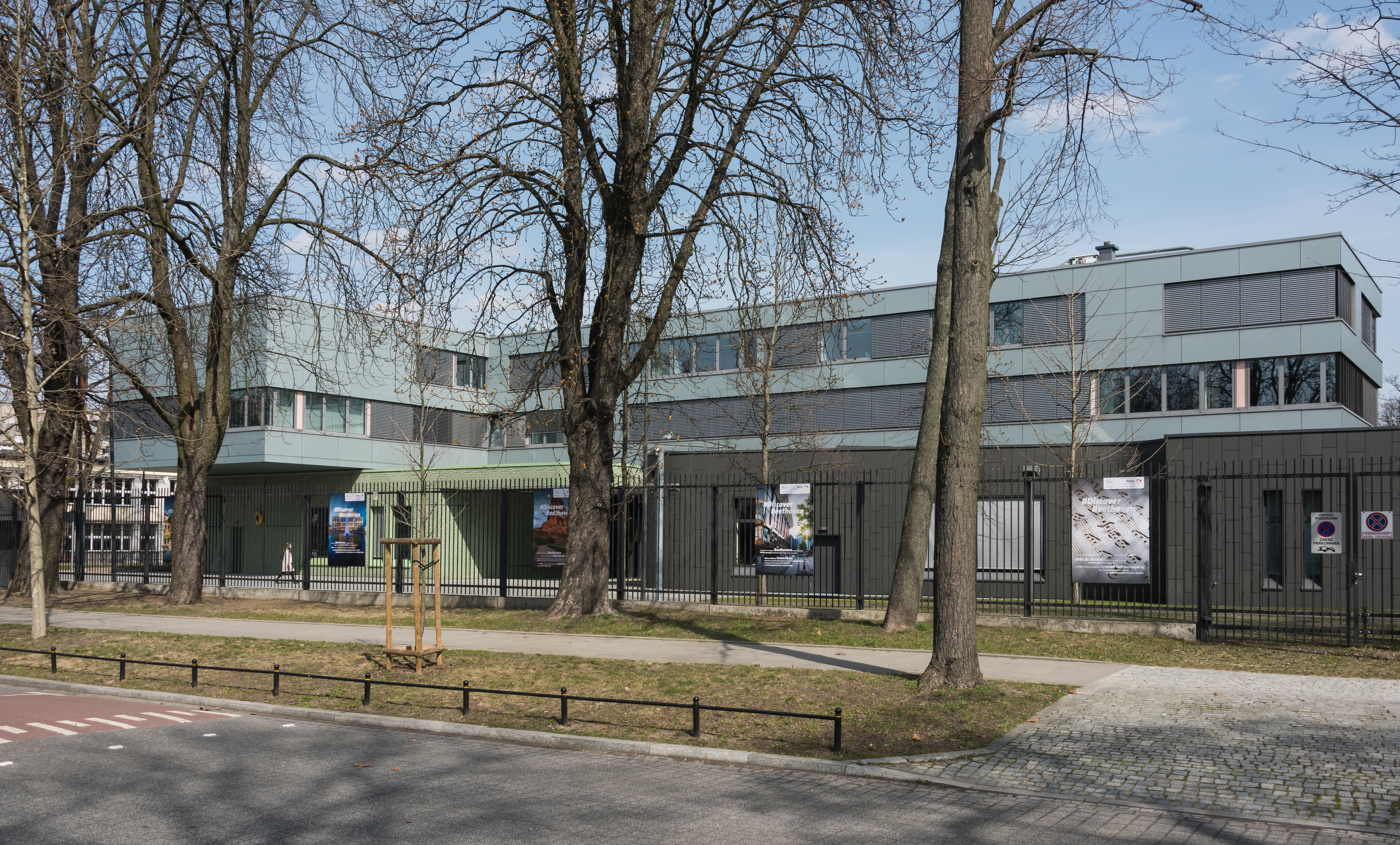
Посольство в Польщі
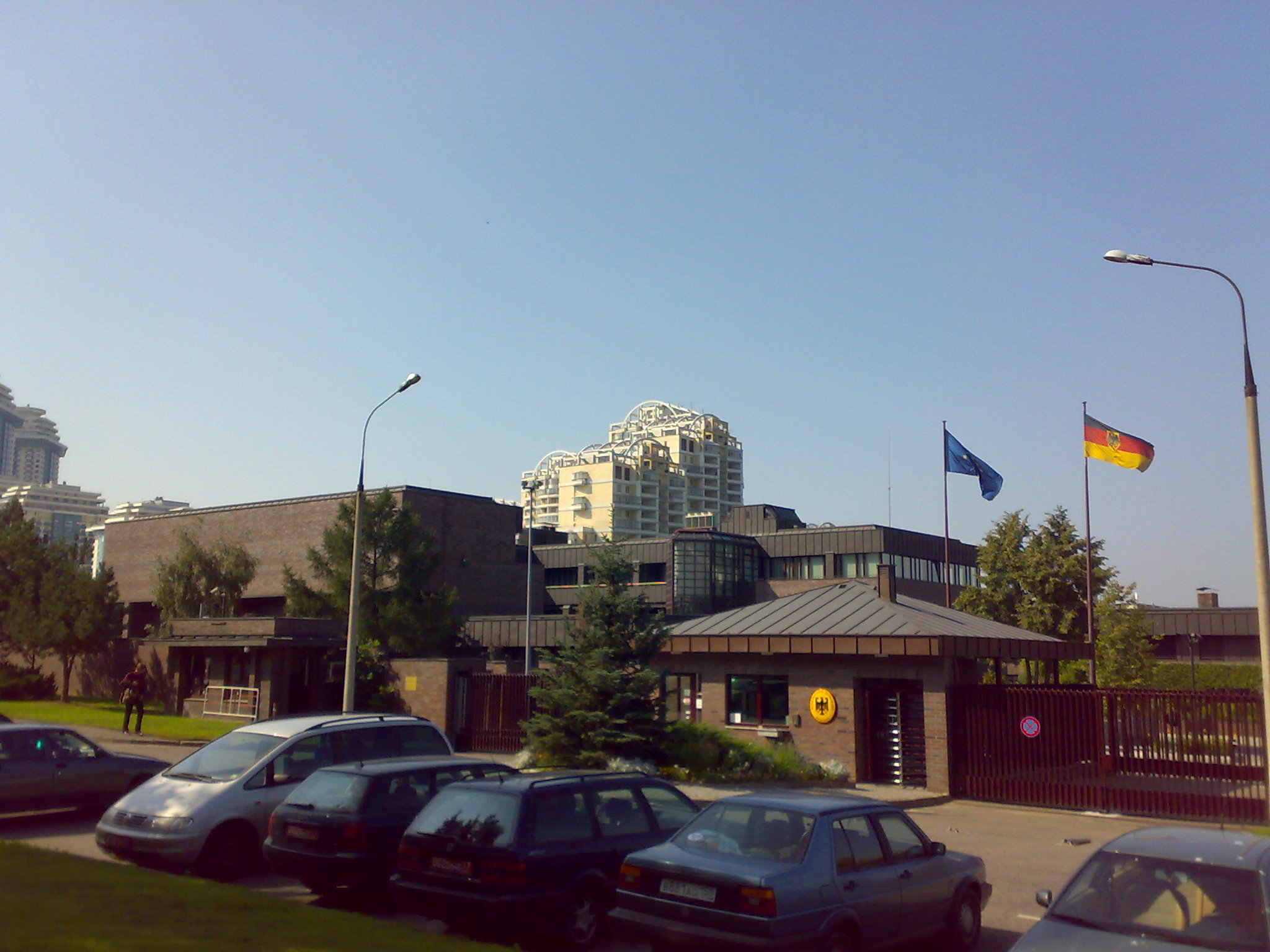
Посольство в Росії
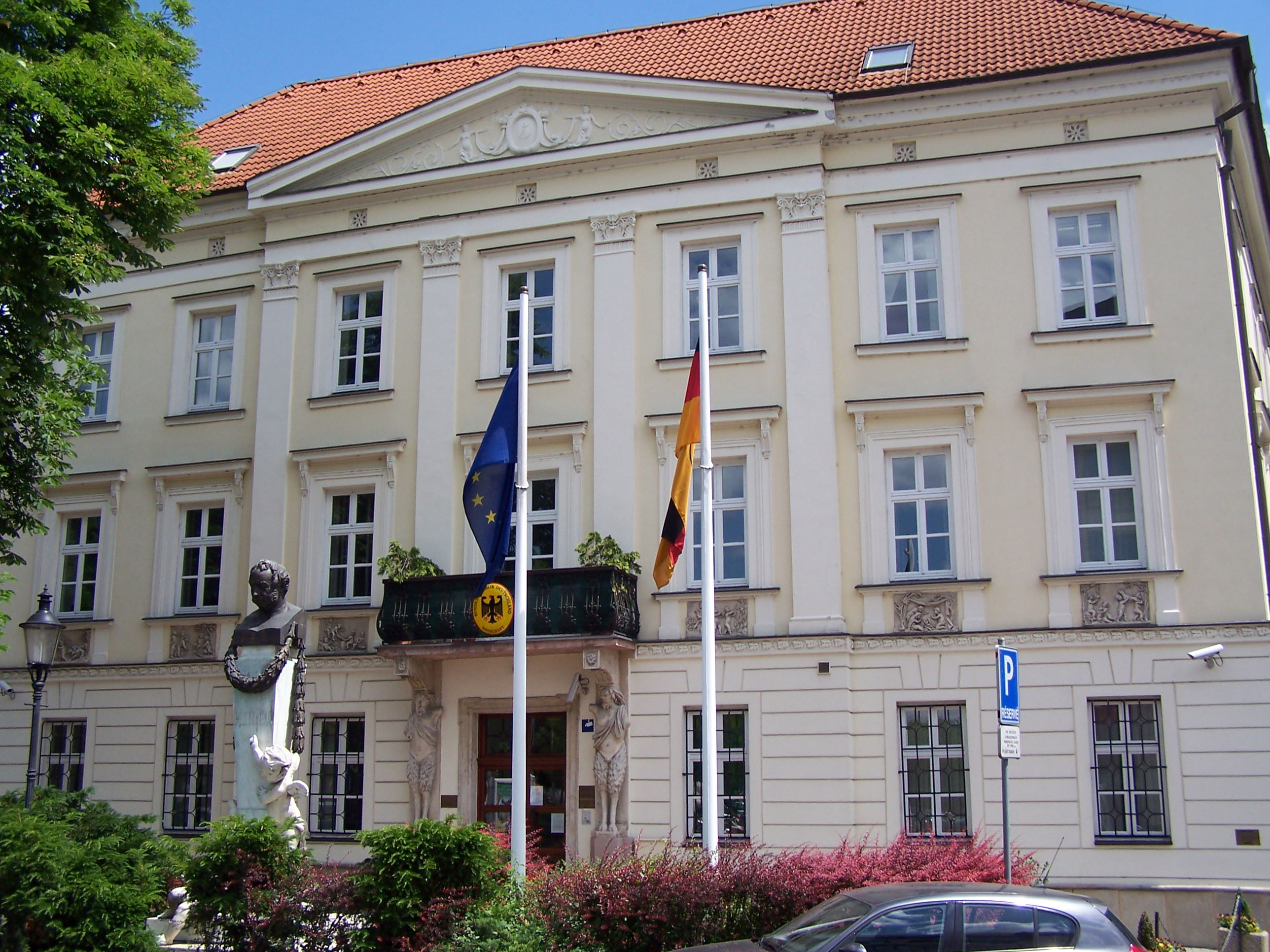
Посольство в Словаччині
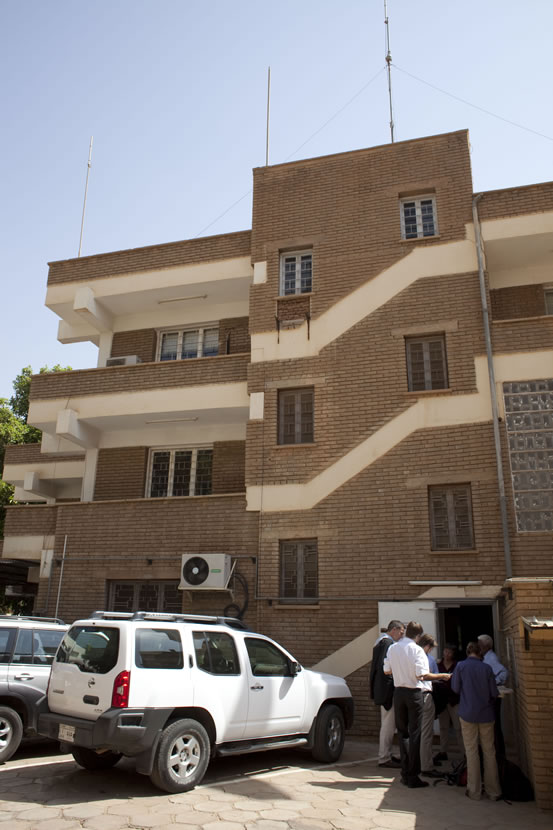
Посольство в Судані
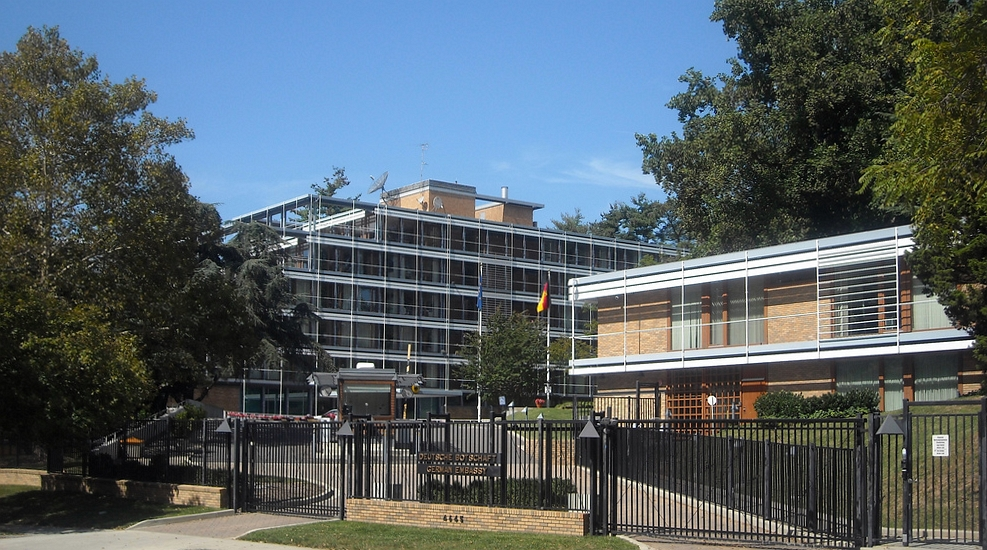
Посольство в США
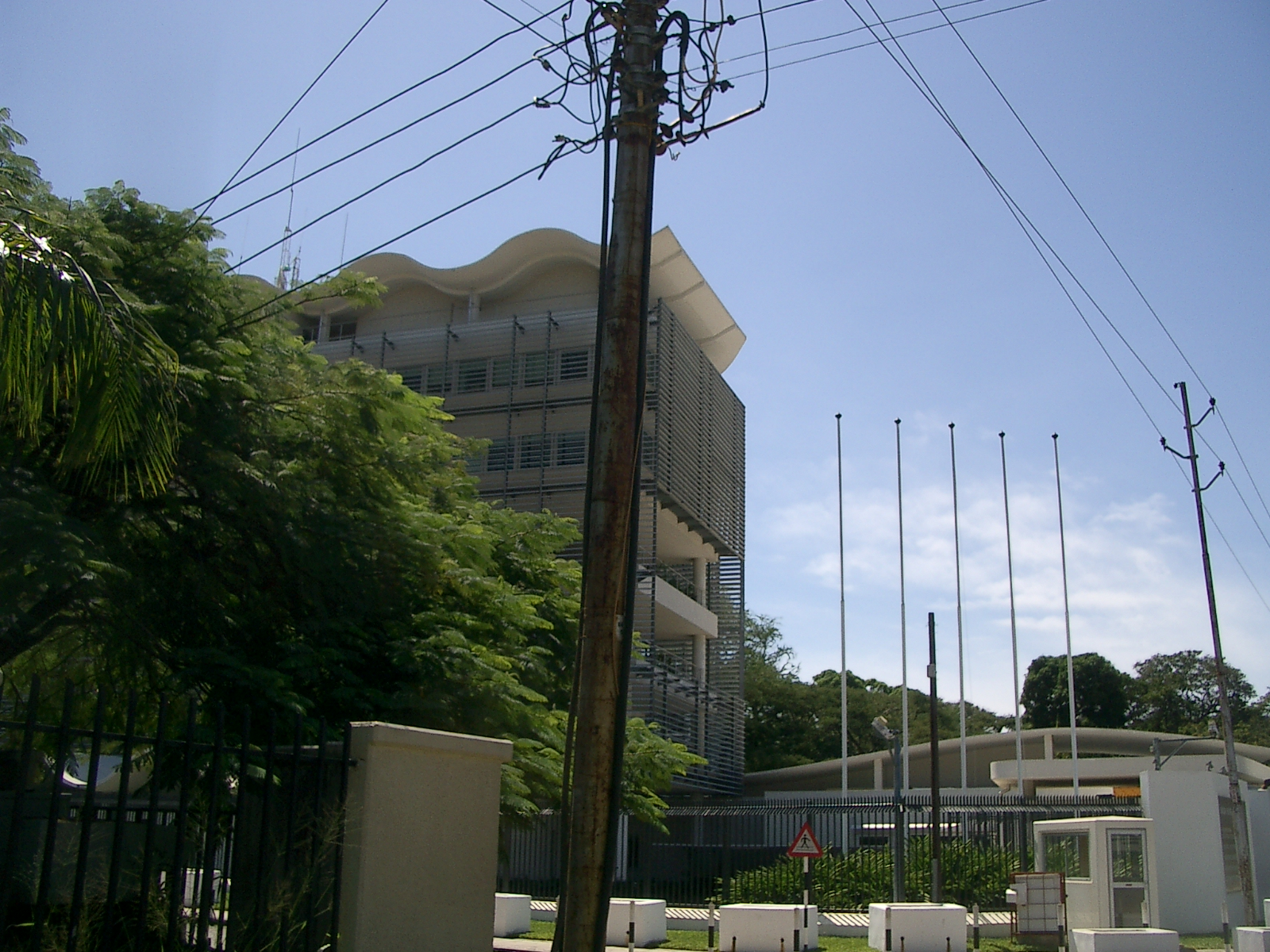
Посольство в Танзанії
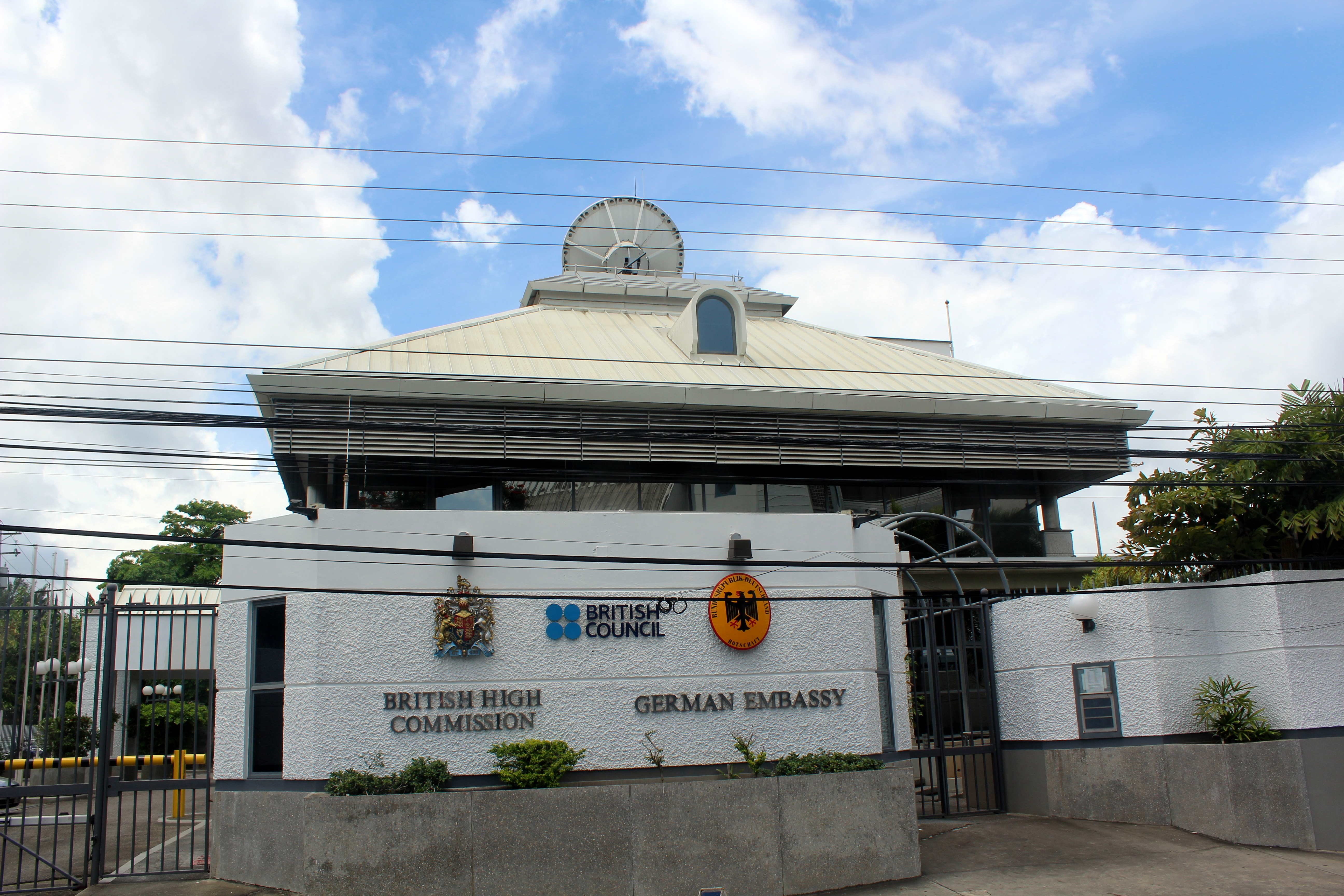
Посольство в Тринідаді і Тобаго
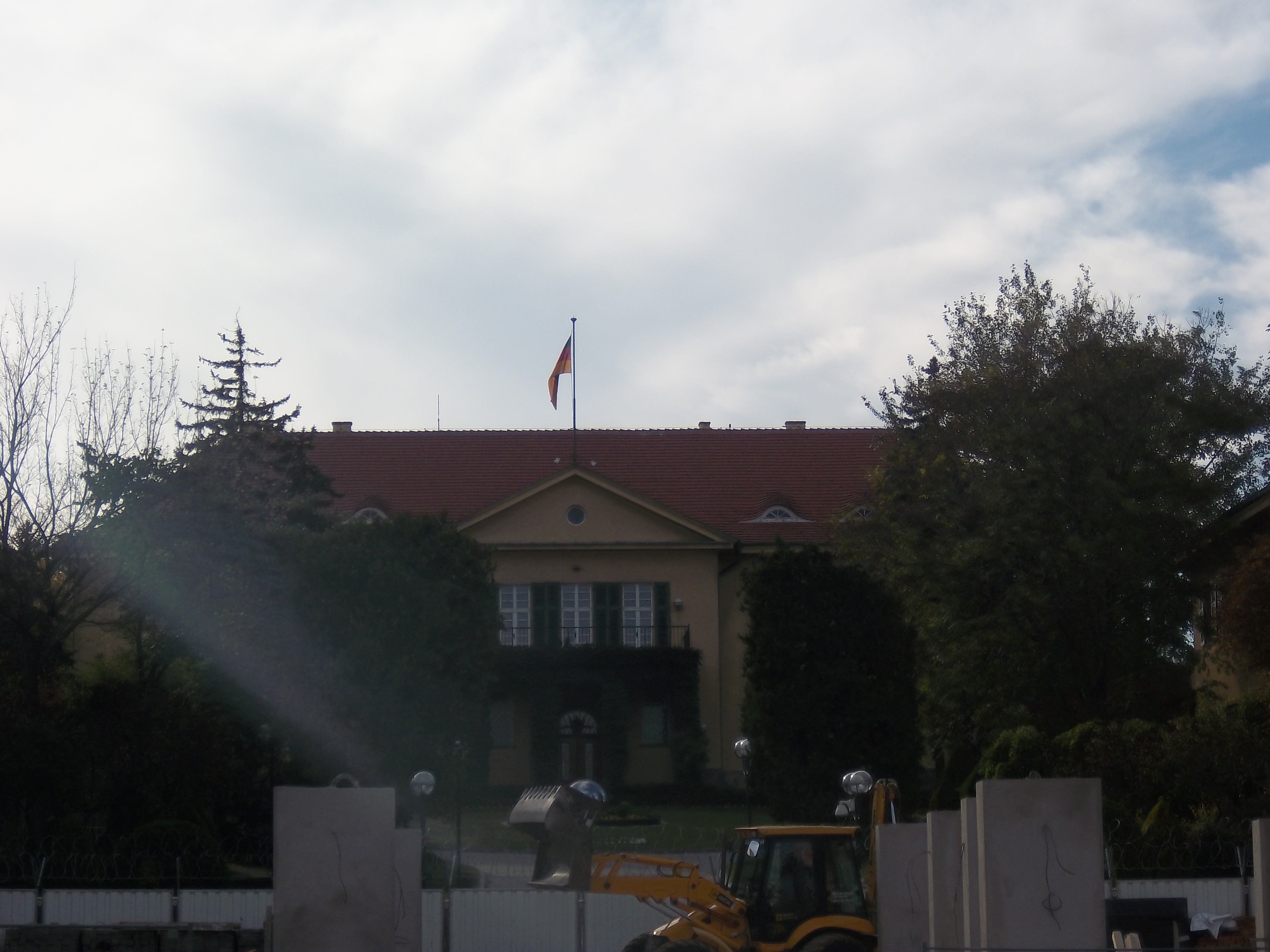
Посольство в Туреччині
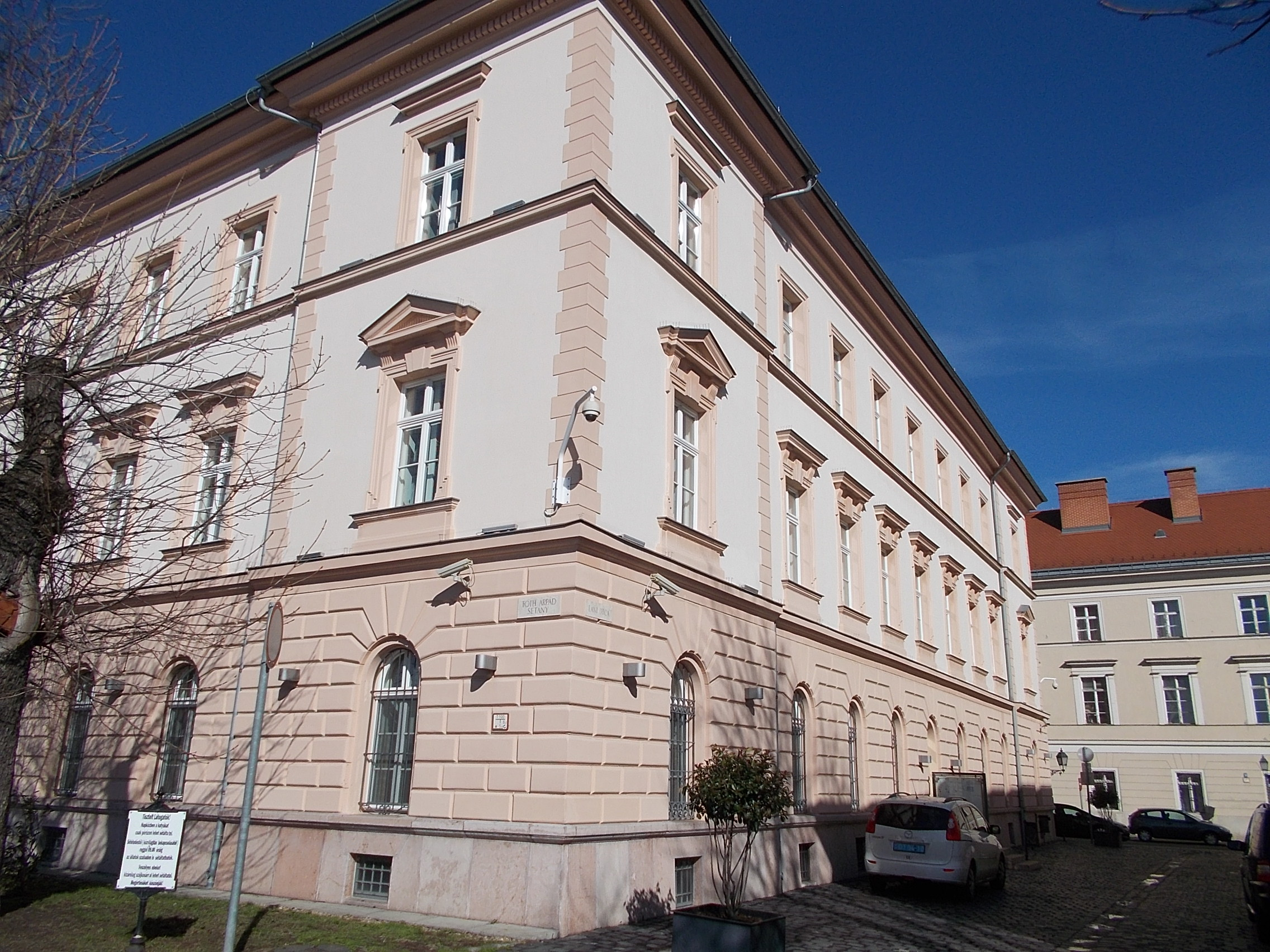
Посольство в Угорщині
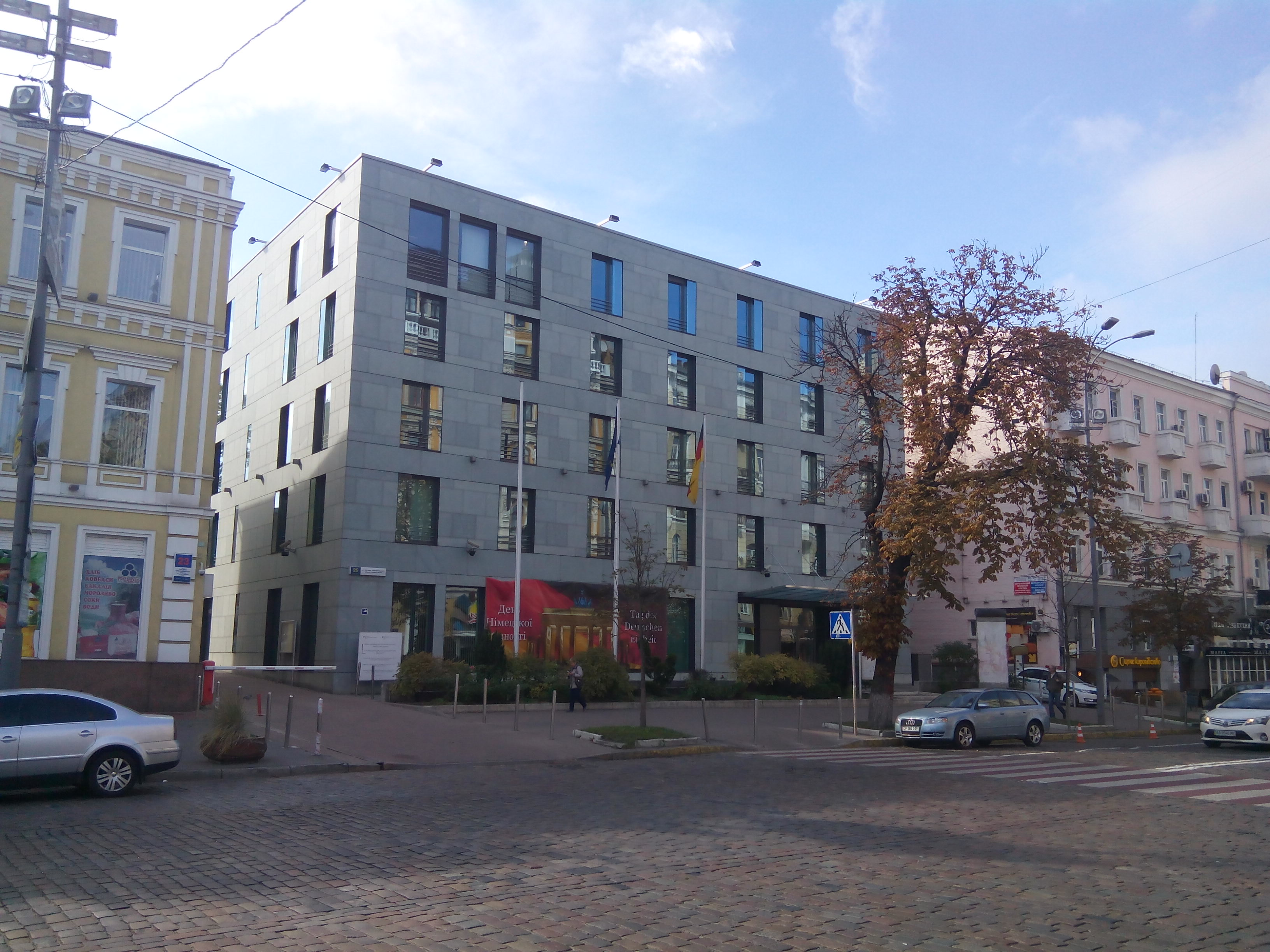
Посольство в Україні
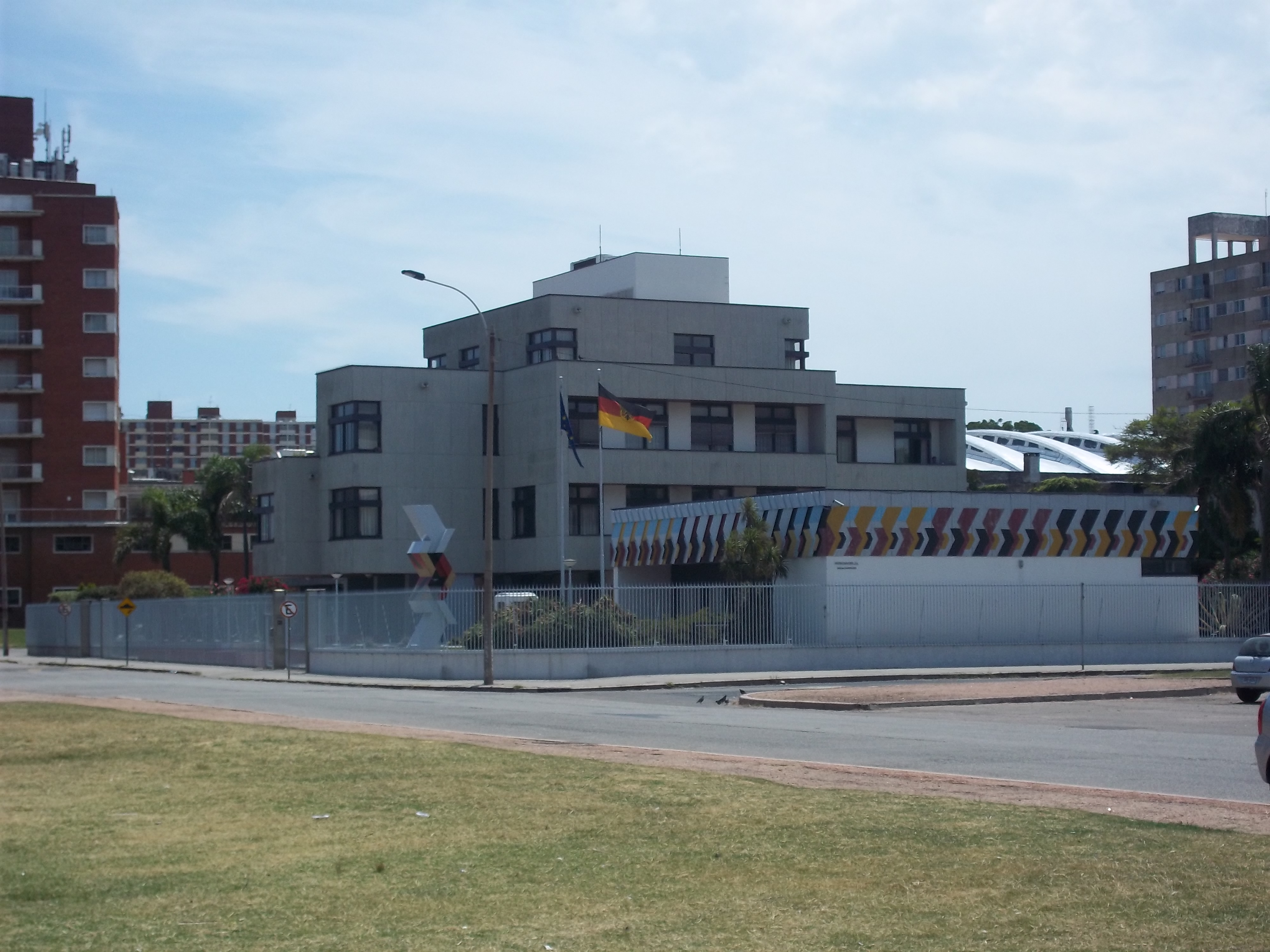
Посольство в Уругваї
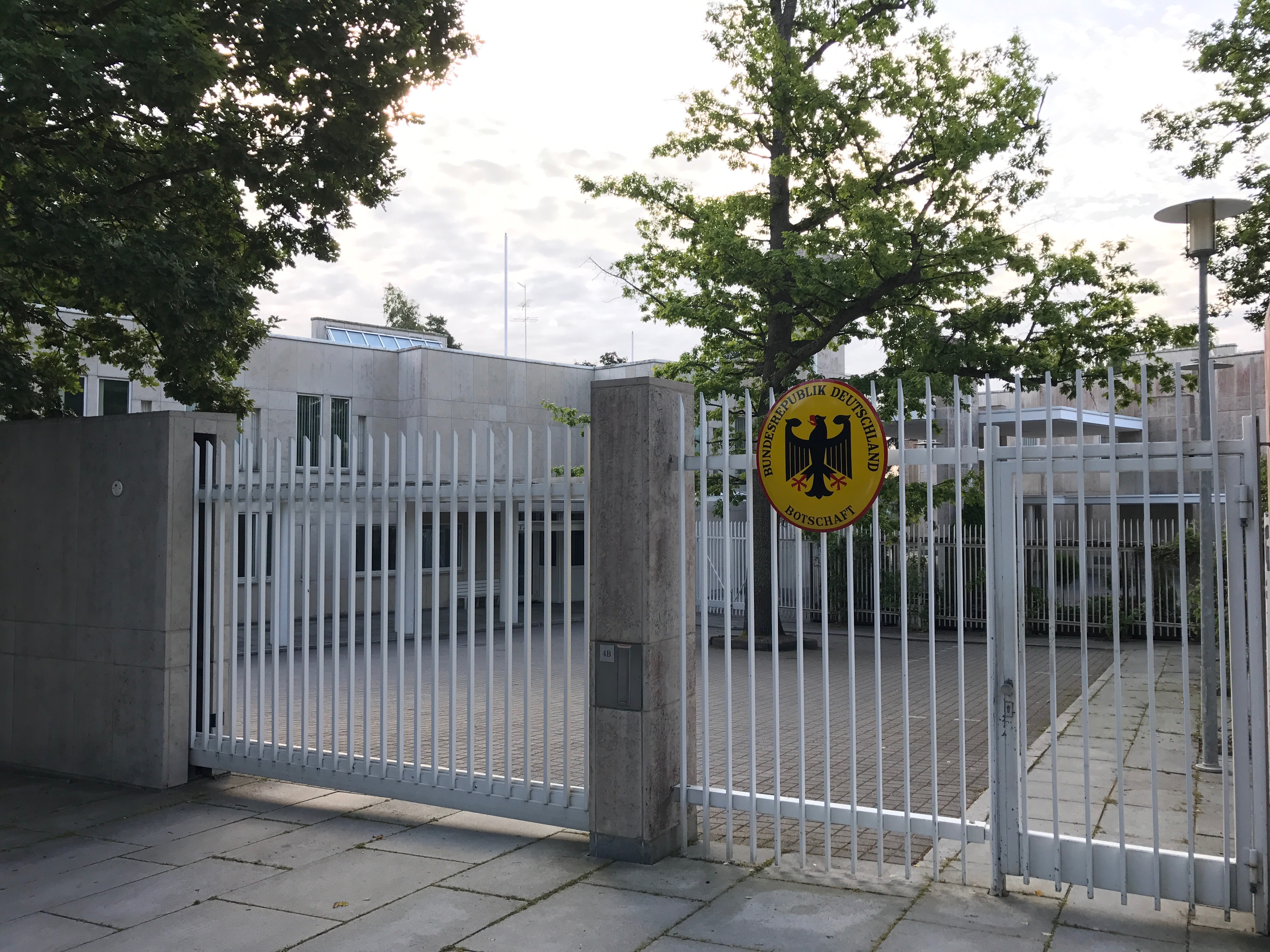
Посольство в Фінляндфї
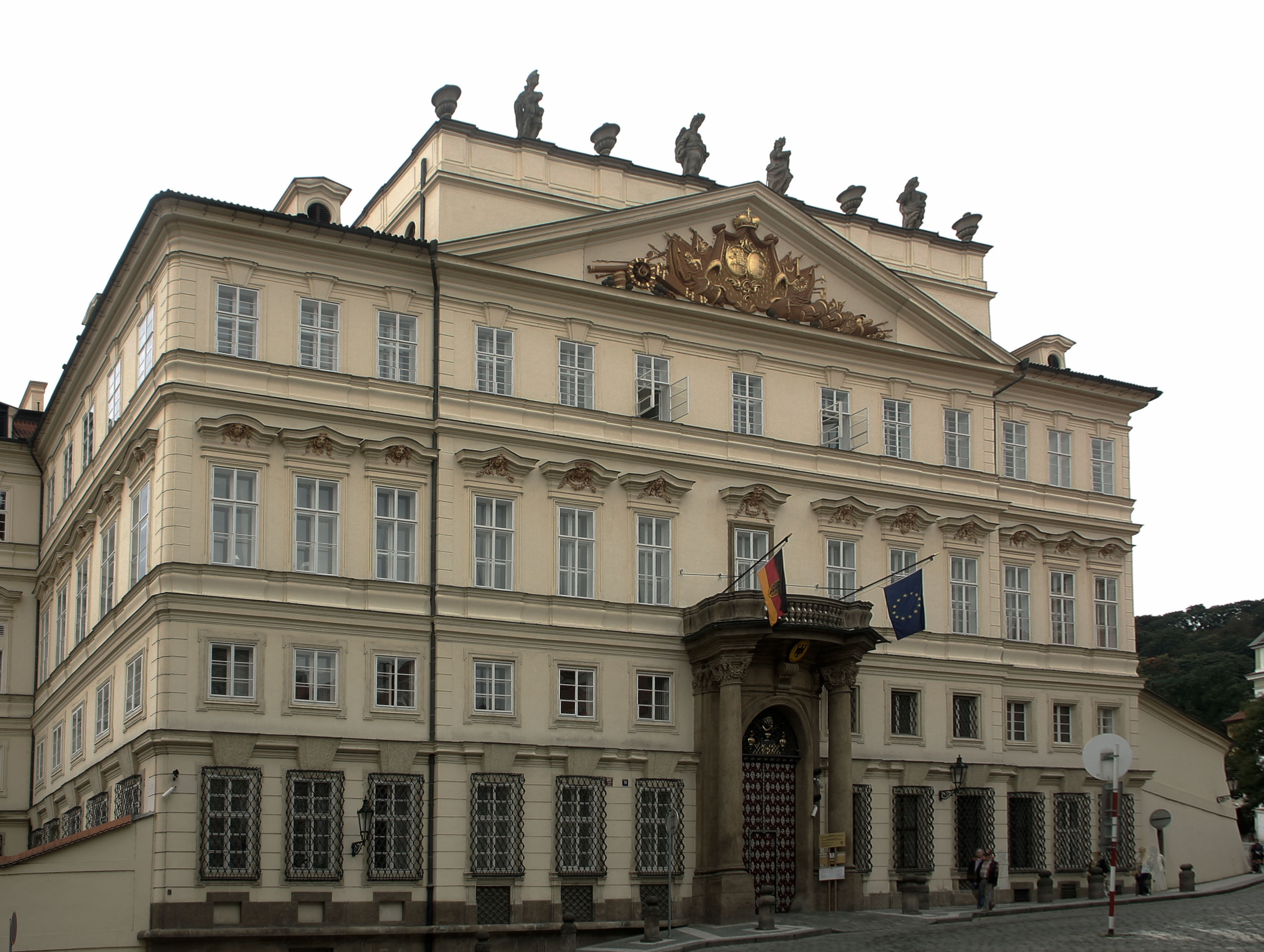
Посольство в Чехії
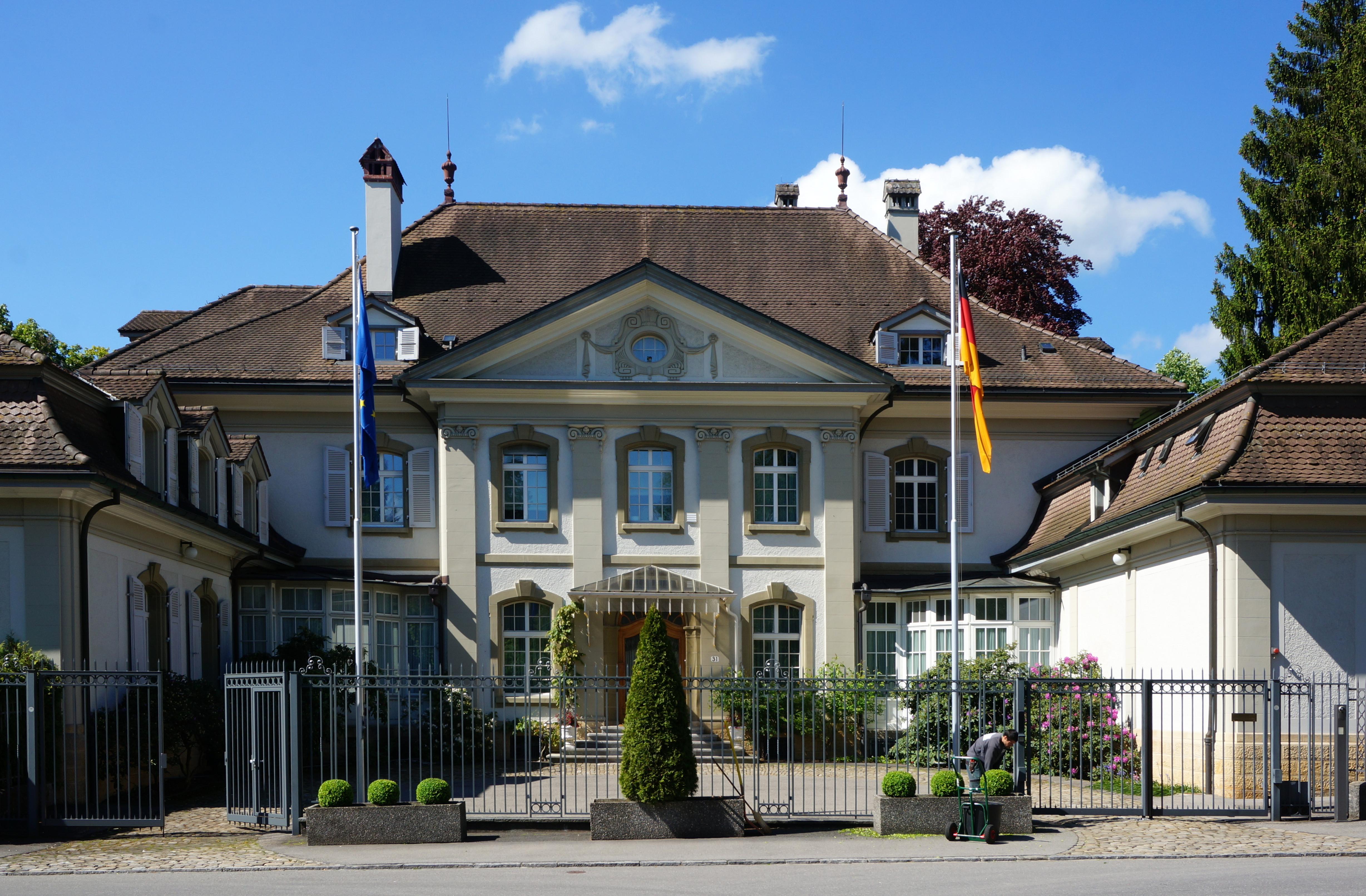
Посольство в Швейцарії
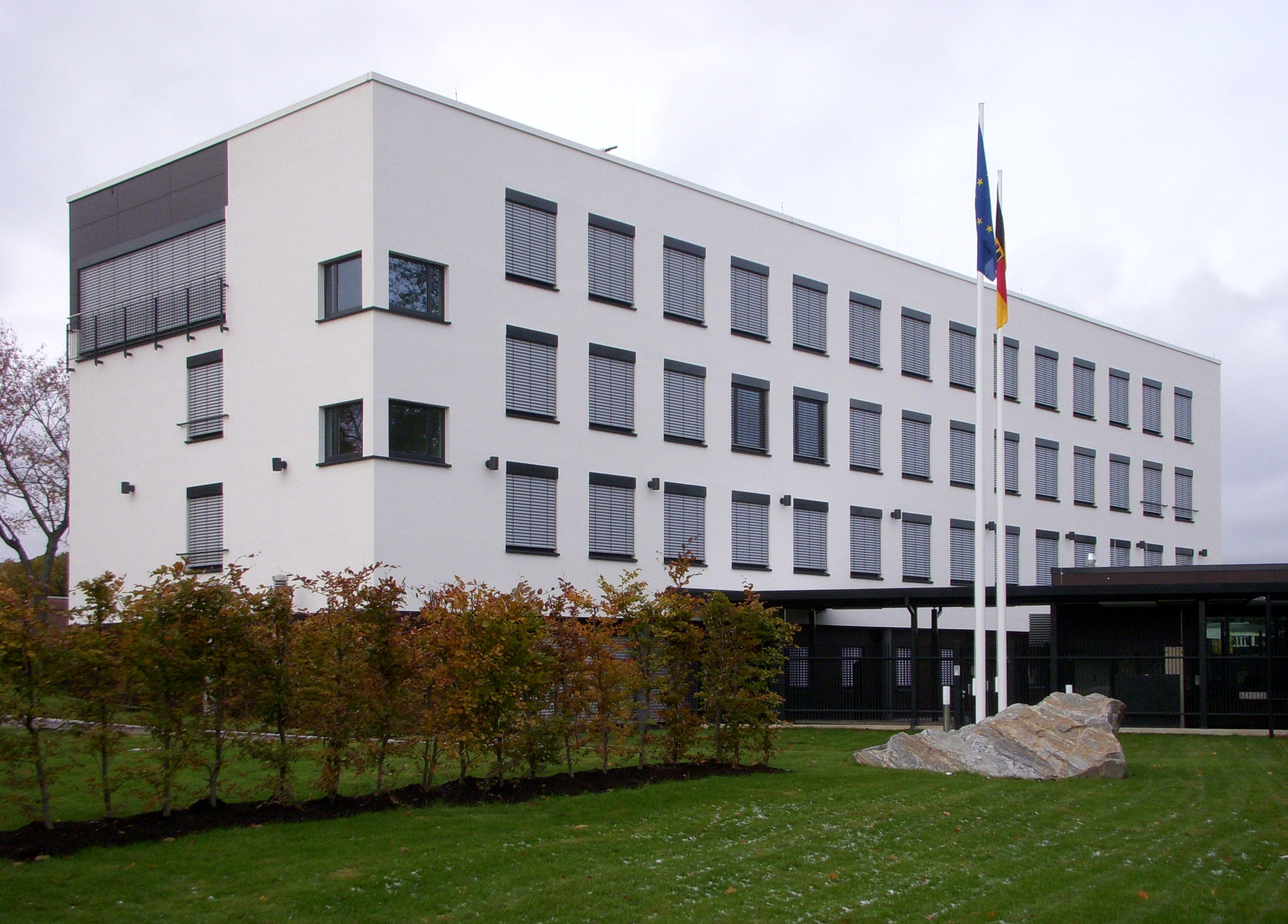
Посольство в Швеції
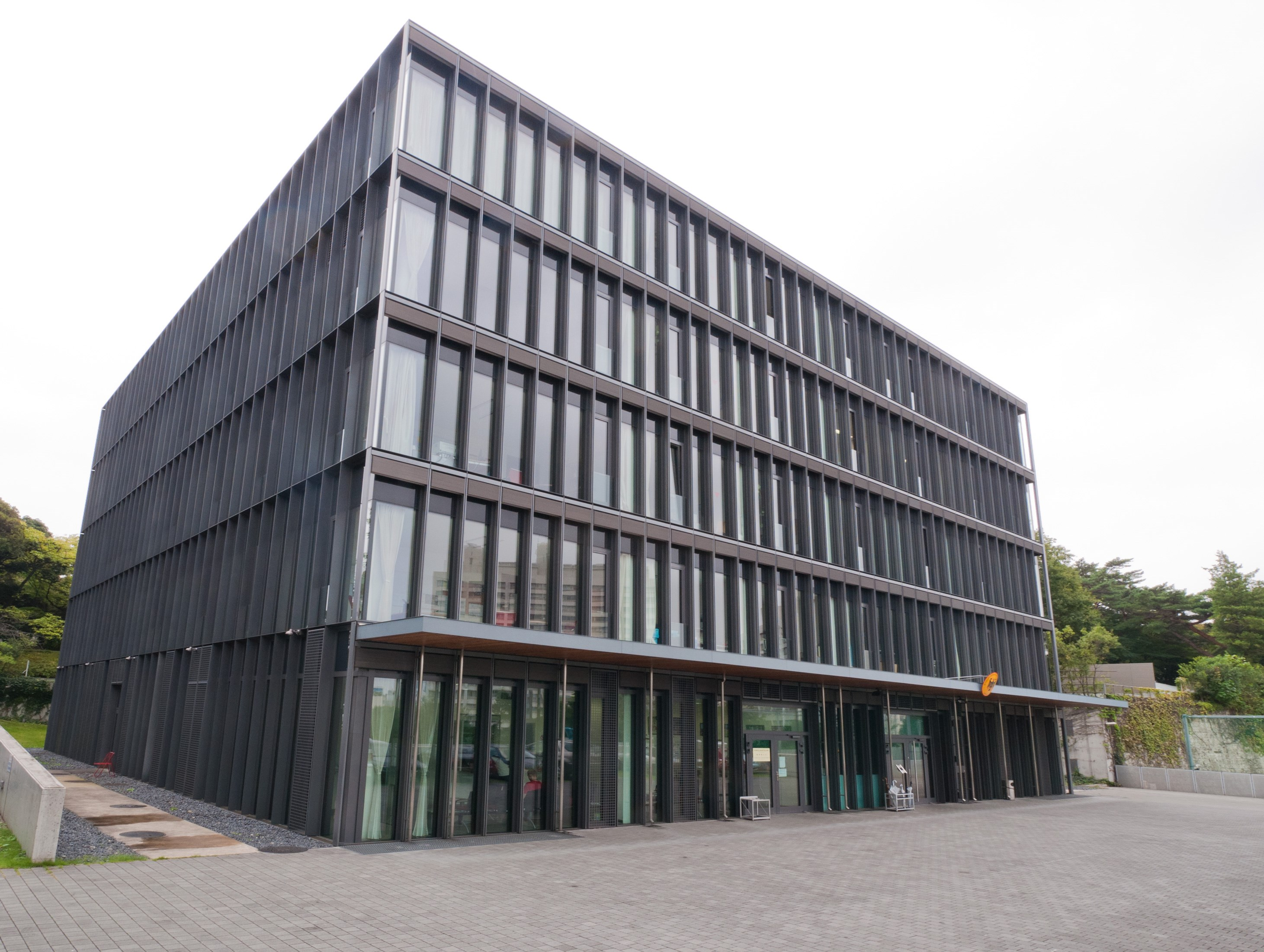
Посольство в Японії

### Консульства

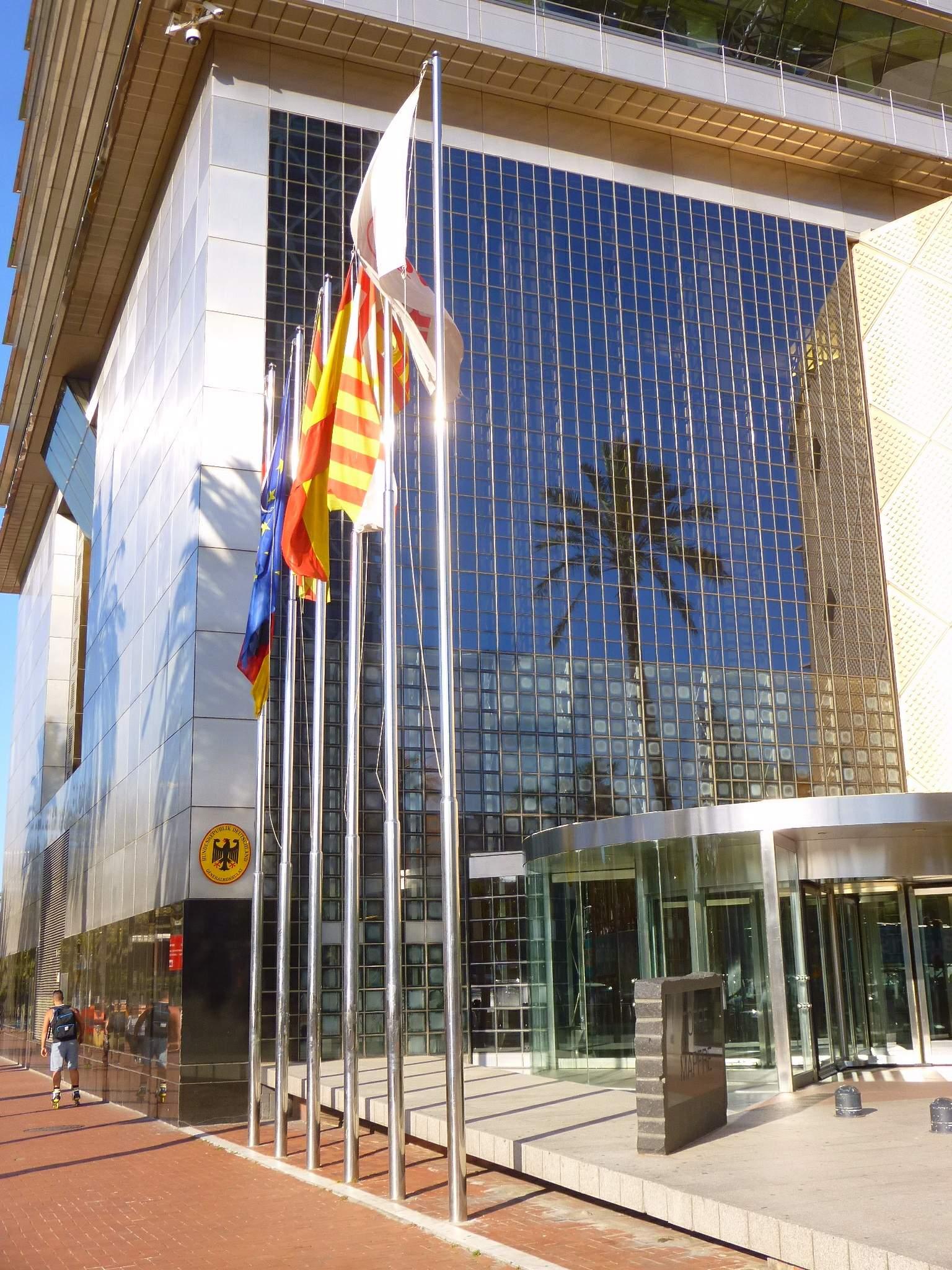
Консульство в Барселоні, Іспанія
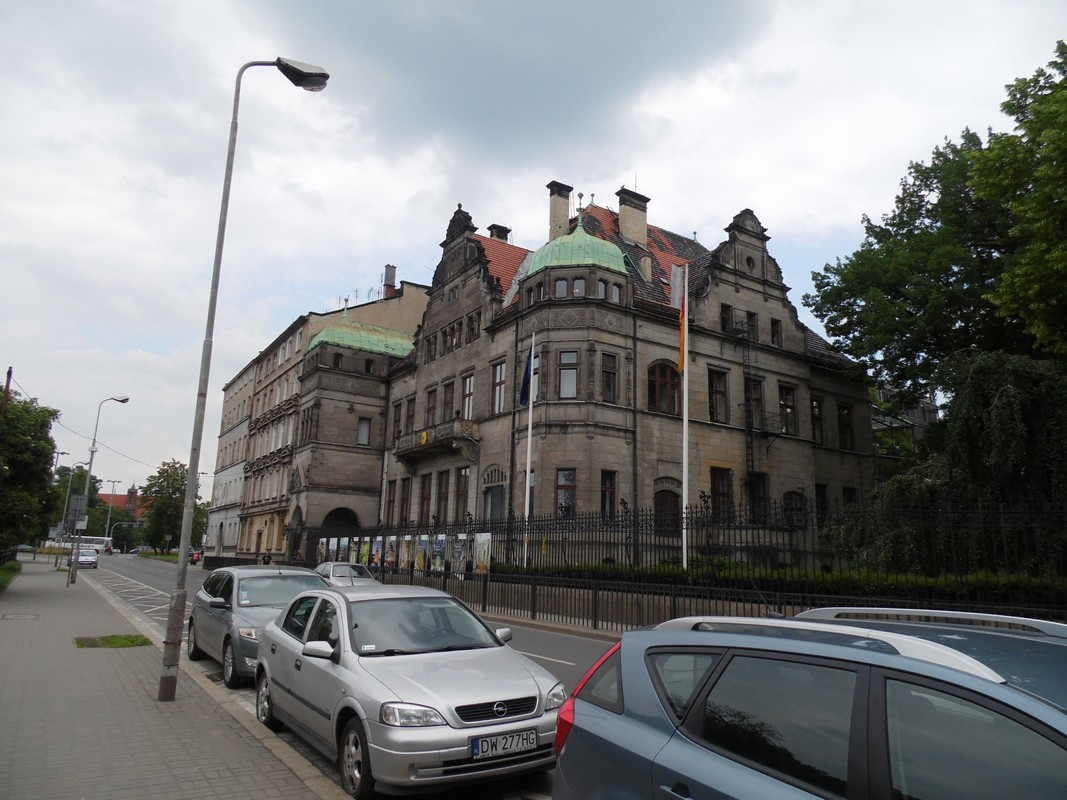
Консульство у Вроцлаві, Польща
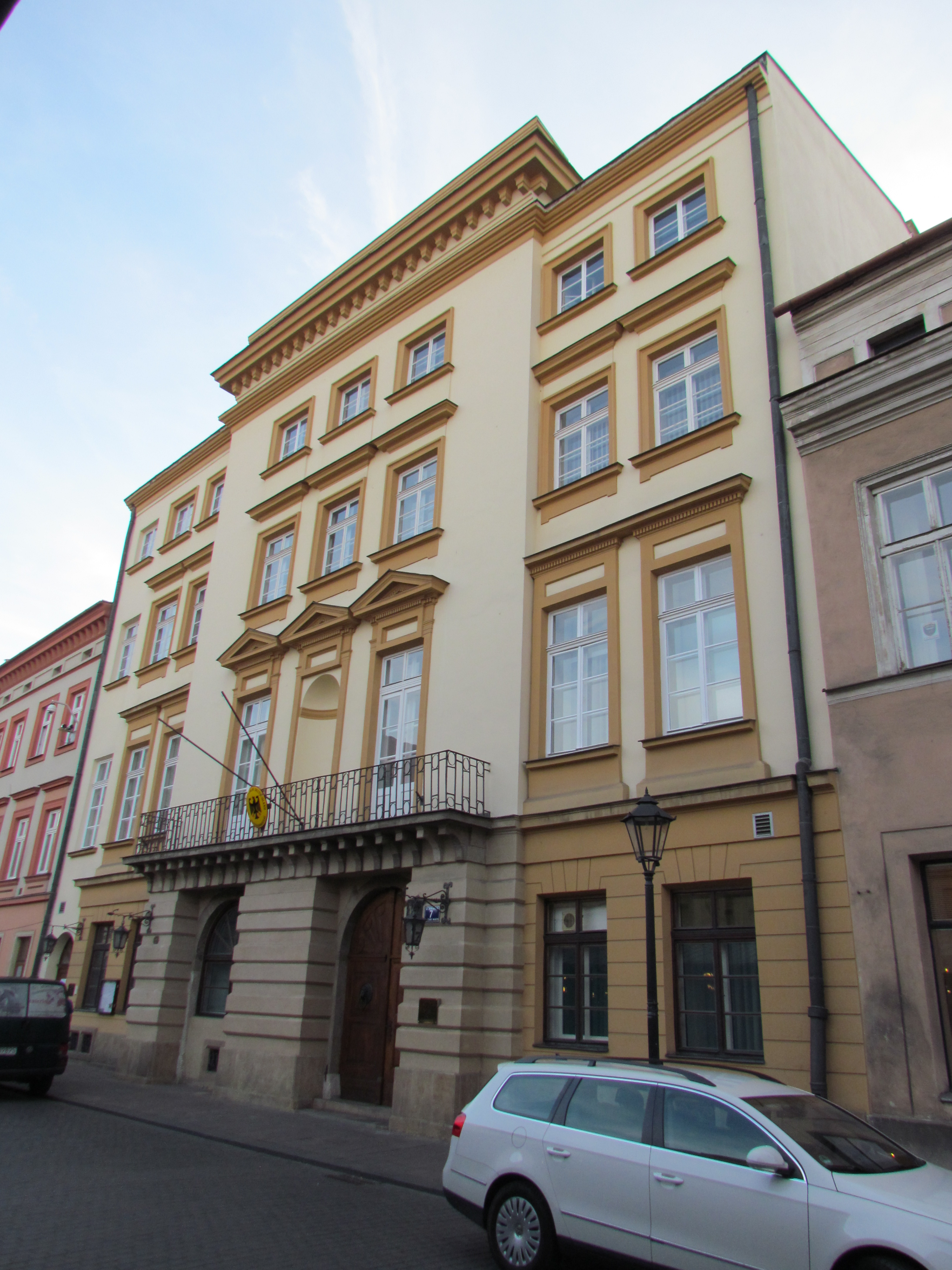
Консульство в Кракові, Польща
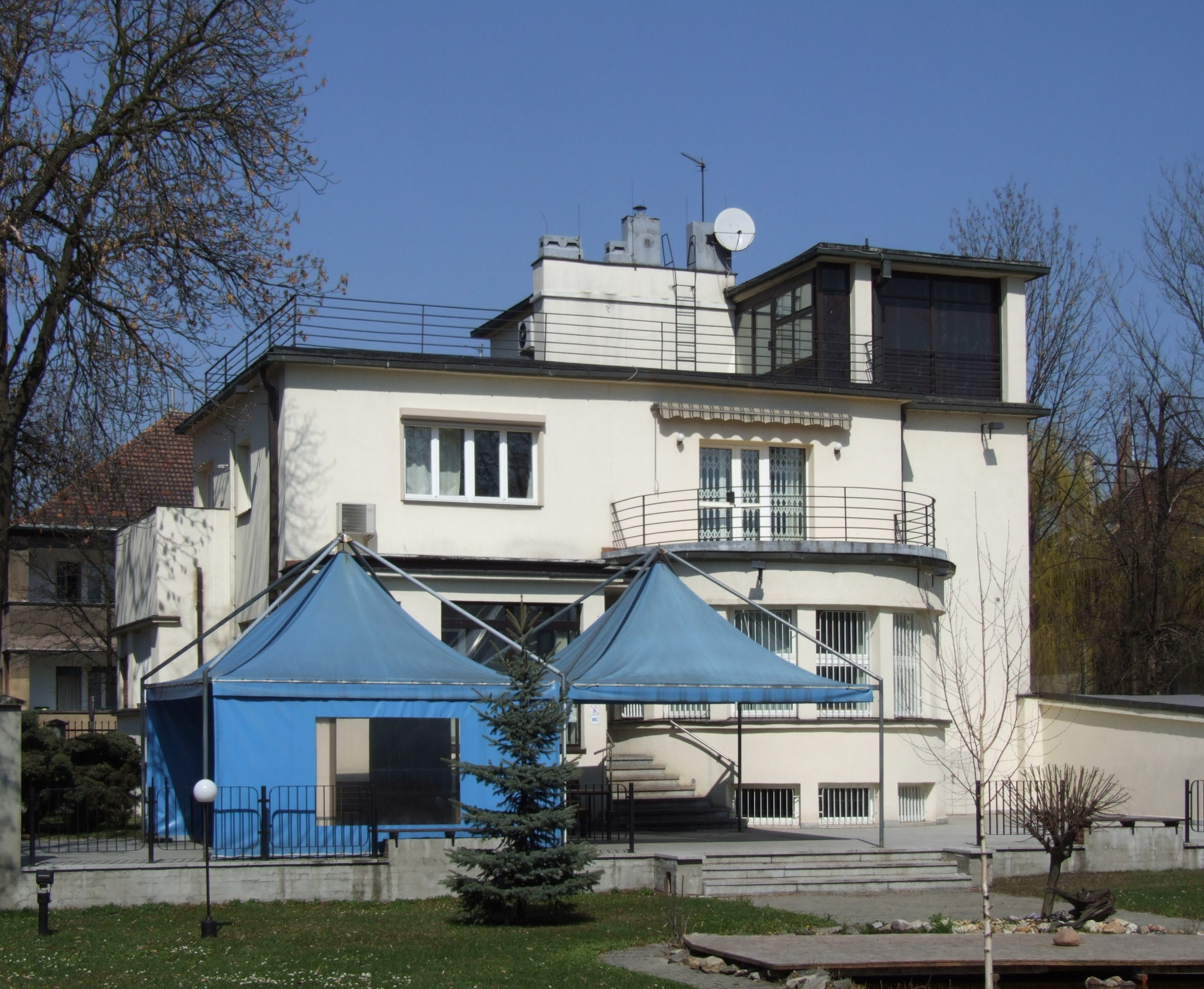
Консульство в Ополе, Польща
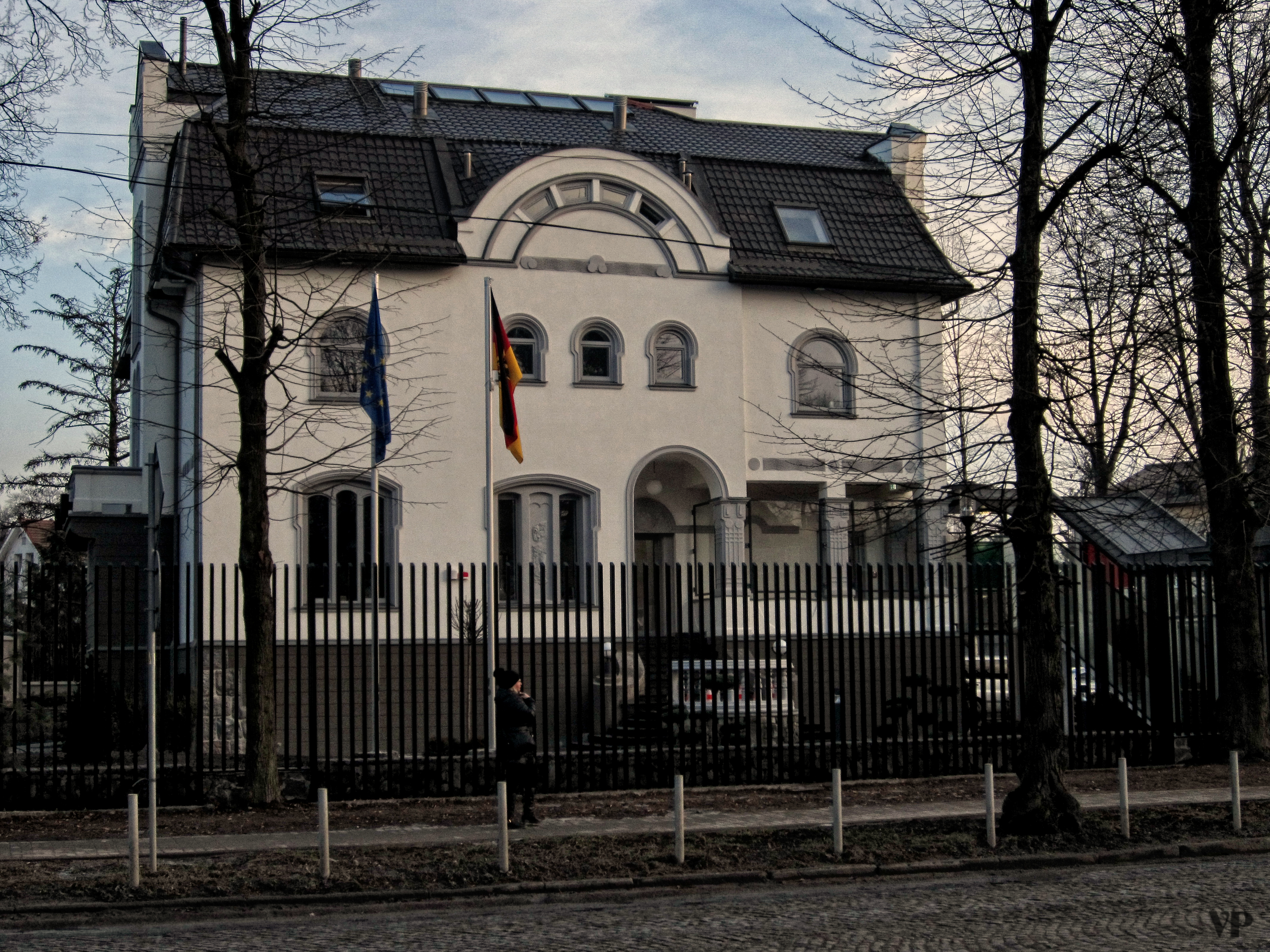
Консульство в Калінінграді, Росія
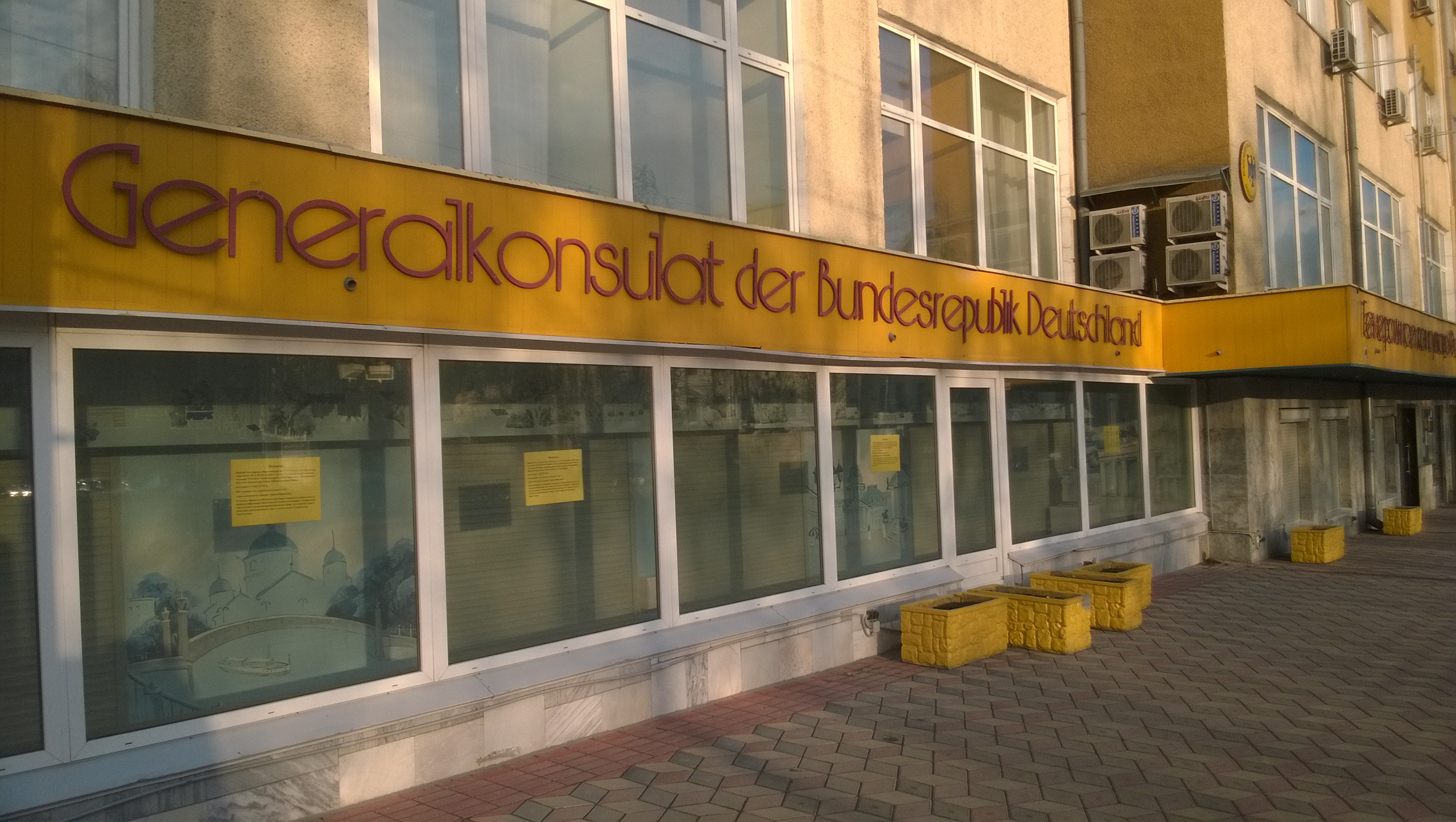
Консульство в Новосибірську, Росія
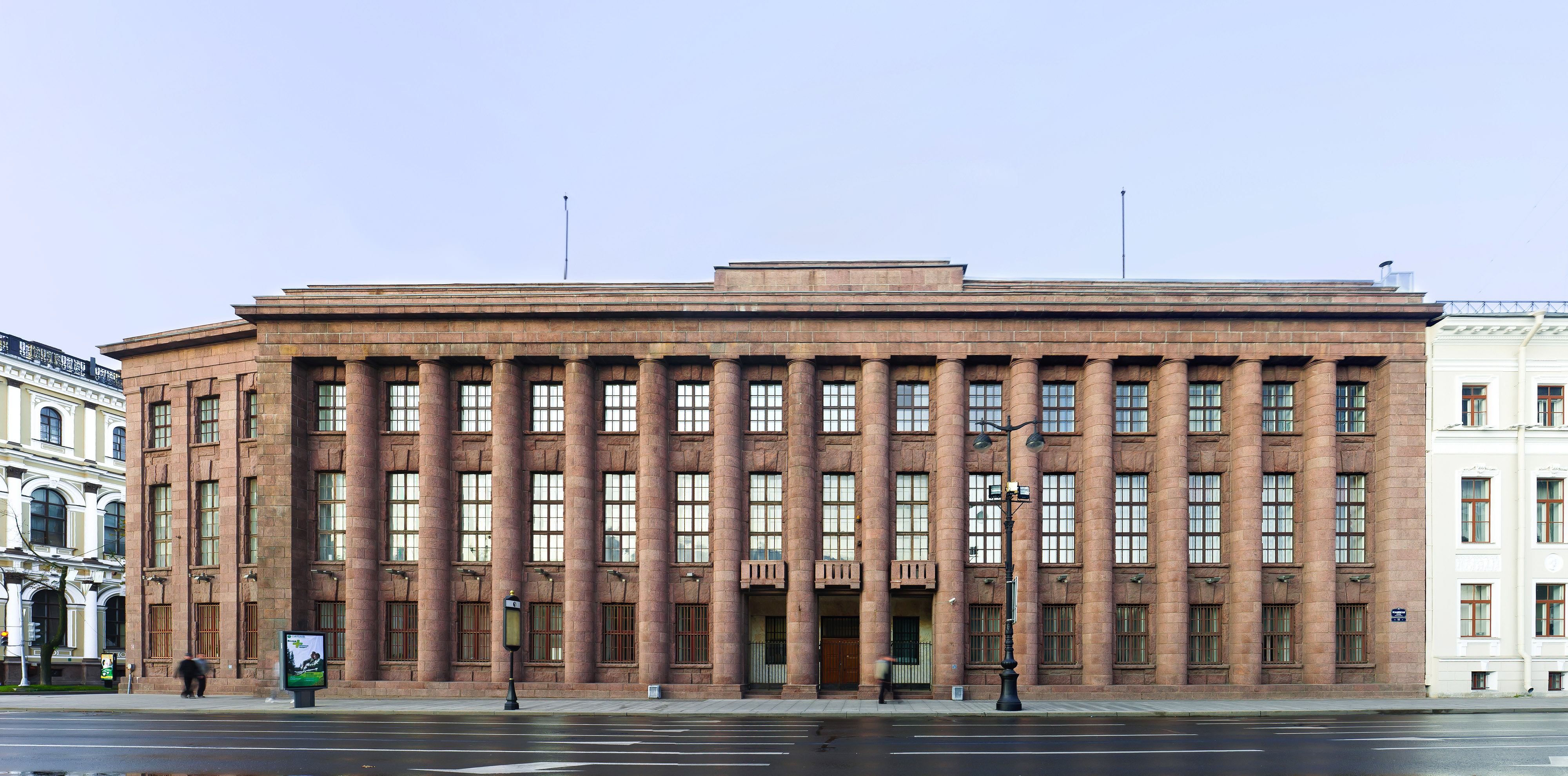
Консульство в Санкт-Петербурзі, Росія
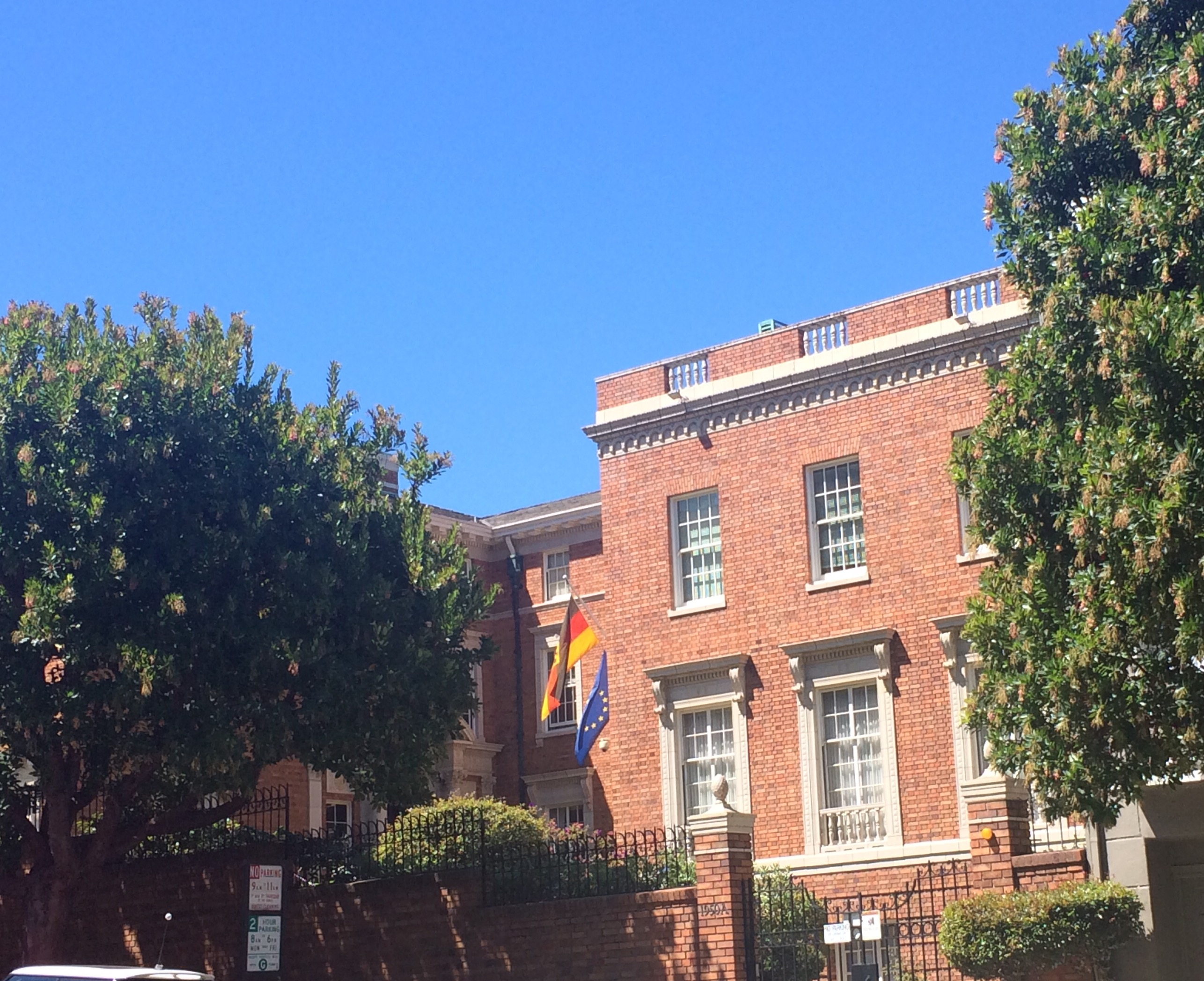
Консульство в Сан-Франциско, США
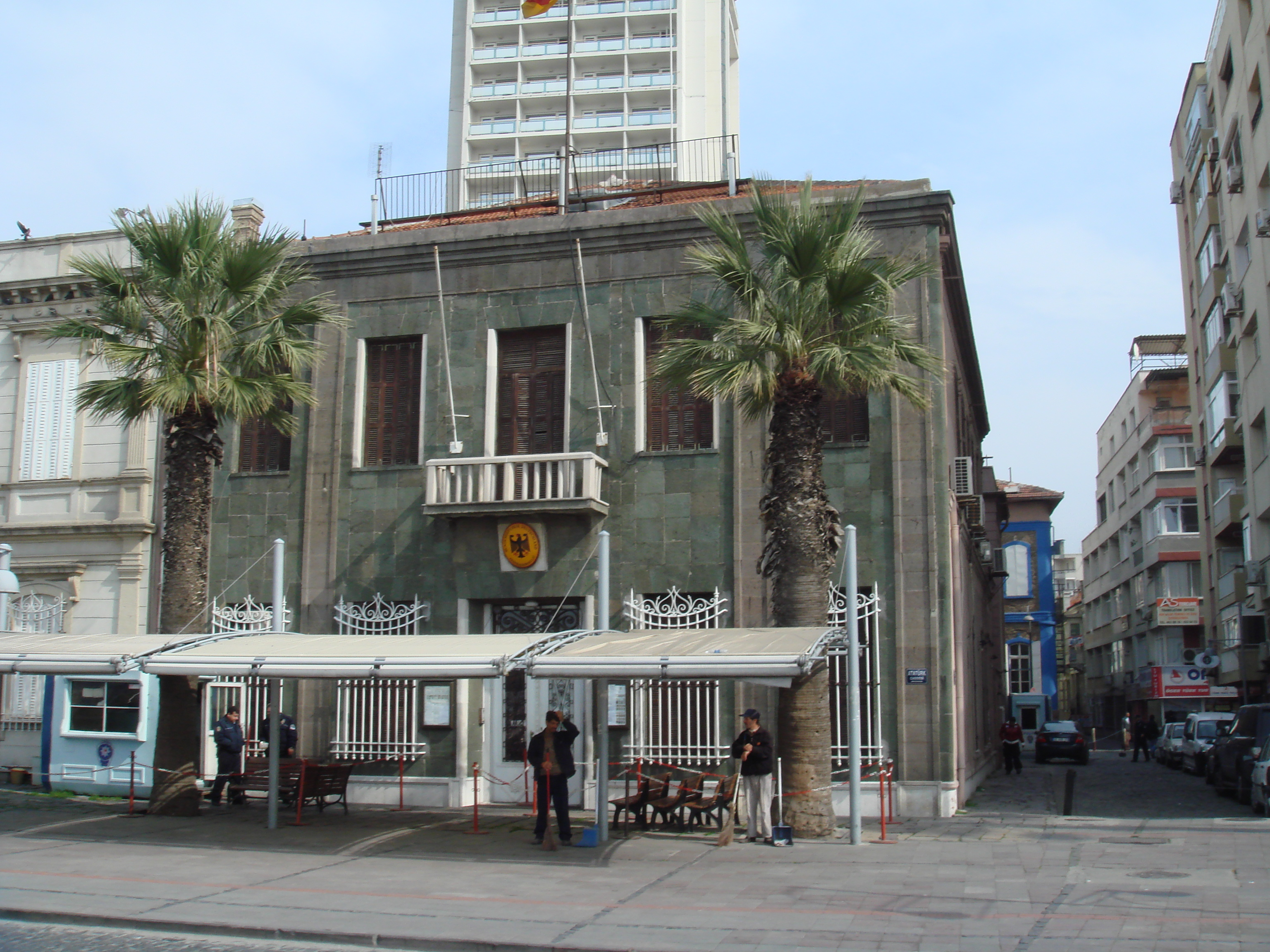
Консульство в Ізмірі, Туреччина
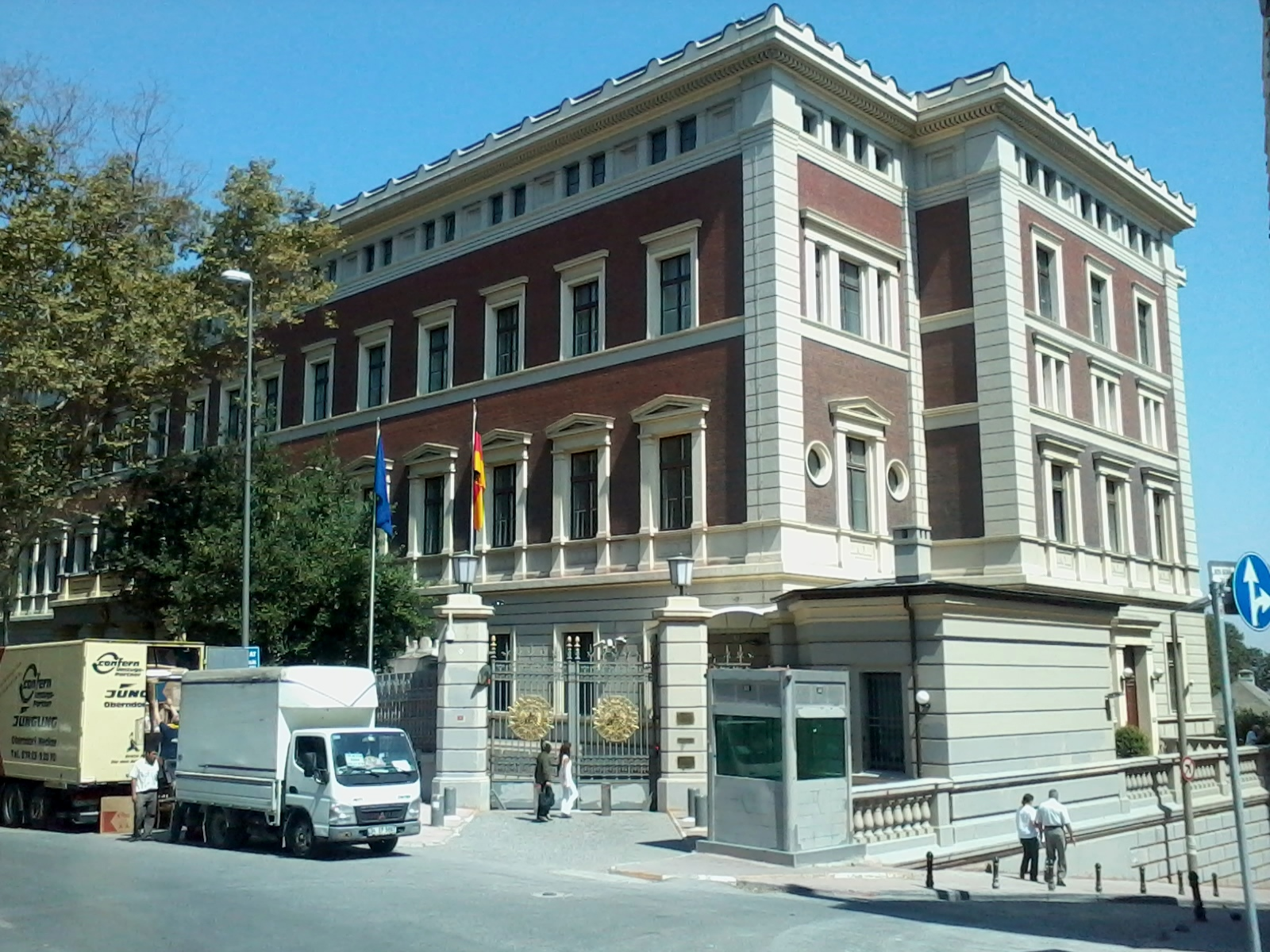
Консульство в Стамбулі, Туреччина
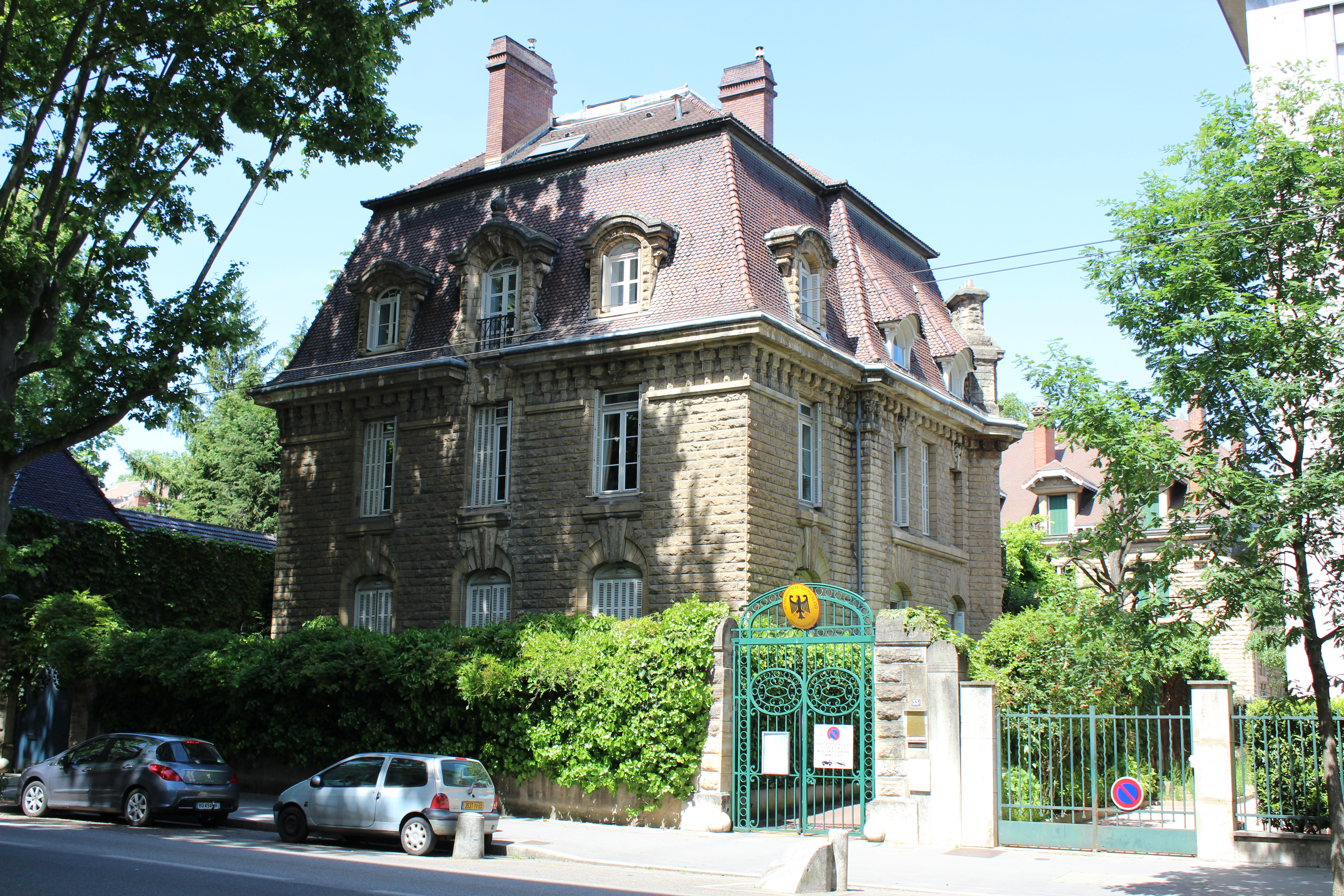
Консульство в Ліоні, Франція